# Forces Armées de la République Démocratique du Congo
Le Forze armate della Repubblica Democratica del Congo (in francese Forces Armées de la République Démocratique du Congo [FARDC]) sono l'organizzazione statale responsabile della difesa nella Repubblica Democratica del Congo. Le FARDC sono state ricostruite a tratti come parte del processo di pace che ha seguito la fine della seconda guerra del Congo nel luglio 2003.
La maggior parte dei membri delle FARDC fanno parte delle forze terrestri, ma esse hanno anche una piccola forza aerea e una marina ancora più piccola. Nel 2010-2011 i tre servizi possono aver annoverato tra 144.000 e 159.000 dipendenti. Inoltre, esiste una forza presidenziale chiamata Guardia Repubblicana, ma essa e la Polizia nazionale congolese (PNC) non fanno parte delle forze armate.
Il governo della capitale Kinshasa, le Nazioni Unite, l'Unione europea e i partner bilaterali che includono Angola, Sudafrica e Belgio stanno tentando di creare una forza vitale con la capacità di fornire stabilità e sicurezza alla Repubblica Democratica del Congo. Tuttavia, questo processo è ostacolato dalla corruzione, dal coordinamento inadeguato e dalla concorrenza tra i donatori. Le varie unità militari ora raggruppate sotto la bandiera delle FARDC sono tra le più instabili in Africa dopo anni di guerra e di finanziamenti insufficienti.
Per assistere il nuovo governo, dal febbraio 2000 le Nazioni Unite hanno la Missione delle Nazioni Unite nella Repubblica Democratica del Congo (ora chiamata MONUSCO), che attualmente ha una forza di oltre 16.000 caschi blu nel paese. I suoi compiti principali sono garantire la sicurezza in aree chiave, come il Sud Kivu e il Nord Kivu a est, ed assistere il governo nella ricostruzione. Anche i gruppi ribelli stranieri sono presenti in Congo, come lo sono stati per la maggior parte dell'ultimo mezzo secolo. Le più importanti sono le Forze Democratiche per la liberazione del Ruanda (FDLR), contro le quali combattevano le truppe di Laurent Nkunda, ma sono presenti anche altri gruppi minori come l'Esercito di resistenza del Signore anti-ugandese.
La posizione giuridica delle FARDC è stata stabilita nella Costituzione transitoria, articoli 118 e 188. Questa è stata poi sostituita dalle disposizioni della Costituzione del 2006, articoli da 187 a 192. La legge 04/023 del 12 novembre 2004 istituisce l'Organizzazione generale della difesa e delle Forze Armate. A metà del 2010, il parlamento congolese stava discutendo una nuova legge sulla difesa, designata provvisoriamente Legge organica 130.

## Storia

### Antefatti

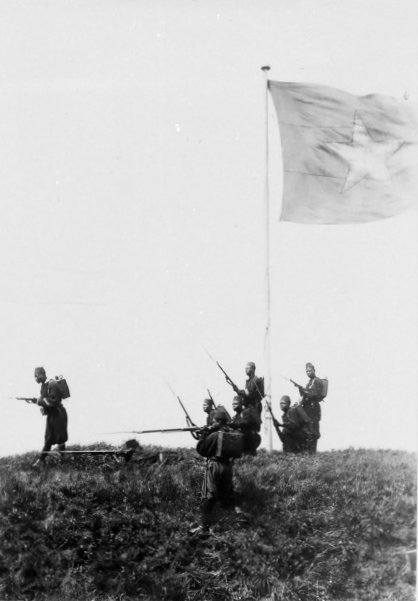
Soldati congolesi della Force Publique in era coloniale fotografati nel 1928

Le prime truppe congolesi organizzate, note come Force Publique, vennero create nel 1888 quando il re Leopoldo II del Belgio, che deteneva lo Stato Libero del Congo come sua proprietà privata, ordinò al suo Segretario degli Interni di creare forze militari e di polizia per lo stato. Nel 1908, sotto la pressione internazionale, Leopoldo cedette l'amministrazione della colonia al governo del Belgio come Congo belga. La Force Publique rimase sotto il comando di un corpo di ufficiali belgi fino all'indipendenza della colonia nel 1960. Durante il 1916 e il 1917, la Force Publique vide combattimenti in Camerun e invase e conquistò con successo aree dell'Africa orientale tedesca, in particolare l'attuale Ruanda, durante la prima guerra mondiale. Gli elementi della Force Publique vennero utilizzati anche per formare unità coloniali belghe che combatterono nella campagna dell'Africa orientale durante la seconda guerra mondiale.

### L'indipendenza e la rivolta
All'indipendenza, il 30 giugno 1960, l'esercito soffriva di un drammatico deficit di leader addestrati, in particolare nel corpo degli ufficiali. Questo perché la Force Publique era sempre stata comandata solo da belgi o da altri bianchi espatriati. Il governo belga non fece alcuno sforzo per formare ufficiali incaricati congolesi fino alla fine del periodo coloniale, e nel 1958, solo 23 cadetti africani erano stati ammessi anche alla scuola secondaria militare. Il grado più alto disponibile per i congolesi era aiutante di campo, che solo quattro soldati raggiunsero prima dell'indipendenza. Sebbene 14 allievi congolesi fossero iscritti all'Accademia militare reale di Bruxelles a maggio, non era previsto che si diplomassero come sottotenenti fino al 1963. Azioni sconsiderate da parte degli ufficiali belgi portarono alla ribellione dei ranghi arruolati il 5 luglio 1960, il che contribuì a scatenare la crisi del Congo. Il tenente generale Émile Janssens, il comandante della Force Publique, scrisse durante un incontro dei soldati "Prima dell'indipendenza = Dopo l'indipendenza", versando acqua fredda sui desideri dei soldati per un aumento immediato del loro status.
Lo storico Louis-François Vanderstraeten racconta che la mattina dell'8 luglio 1960, dopo una notte in cui si era perso ogni controllo sui soldati, numerosi ministri arrivarono a Camp Leopold con l'obiettivo di calmare la situazione. Alla fine arrivarono sia il primo ministro Patrice Lumumba che il presidente Joseph Kasa-Vubu, e i soldati ascoltarono Kasa-Vubu "religiosamente". Dopo il suo discorso, Kasa-Vubu e i ministri presenti si ritirarono nella mensa del campo per ascoltare una delegazione dei soldati. Vanderstraeten afferma che, secondo Joseph Iléo, le loro richieste (rivendicazioni) includevano quanto segue:
- che il portafoglio della difesa non venisse dato al primo ministro
- che il nome Force Publique venisse cambiato in Armée Nationale Congolaise (ANC)
- e che il comandante in capo e il capo di stato maggiore non avrebbero dovuto essere necessariamente belgi

Le "faticose" discussioni che ne seguirono sono state successivamente etichettate con l'etichetta di "consiglio ministeriale straordinario". Gérard-Libois scrisse che "[...] la riunione speciale del consiglio dei ministri ha preso provvedimenti per l'immediata africanizzazione del corpo degli ufficiali e ha nominato Victor Lundula, nato nel Kasai e borgomastro di Jadotville, come comandante in capo dell'ANC; il colonnello Joseph-Désiré Mobutu come capo di stato maggiore; e il colonnello belga Henniquiau, come consigliere capo dell'ANC". Così il generale Janssens venne dimesso. Sia Lundula che Mobutu erano ex sergenti della Force Publique.
L'8-9 luglio 1960, i soldati vennero invitati a nominare ufficiali neri e "il comando dell'esercito passò saldamente nelle mani degli ex sergenti", poiché i soldati in generale sceglievano i soldati dell'esercito congolese più istruiti e di grado più elevato come loro nuovi ufficiali. La maggior parte degli ufficiali belgi vennero mantenuti come consiglieri della nuova gerarchia congolese e la calma tornò nelle due principali guarnigioni a Leopoldville e a Thysville. La Force Publique venne rinominata Armée nationale congolaise (ANC), o Forze armate nazionali congolesi. Tuttavia, nel Katanga gli ufficiali belgi resistettero all'africanizzazione dell'esercito.
Ci fu un ammutinamento della Force Publique a Camp Massart, a Elizabethville, il 9 luglio 1960; cinque o sette europei vennero uccisi. La rivolta dell'esercito e le voci risultanti causarono un forte panico in tutto il paese e il Belgio inviò le truppe ed il Task Group navale 218.2 per proteggere i suoi cittadini. Le truppe belghe iintervennero a Elizabethville e Luluabourg (10 luglio), Matadi (11 luglio), Leopoldville (13 luglio) ed altrove. C'erano sospetti immediati che il Belgio avesse pianificato di riprendere la sua ex colonia mentre lo faceva. Un gran numero di coloni belgi fuggirono dal paese. Allo stesso tempo, l'11 luglio, Moise Ciombe dichiarò l'indipendenza della provincia del Katanga nel sud-est, strettamente appoggiata dai restanti amministratori e soldati belgi.

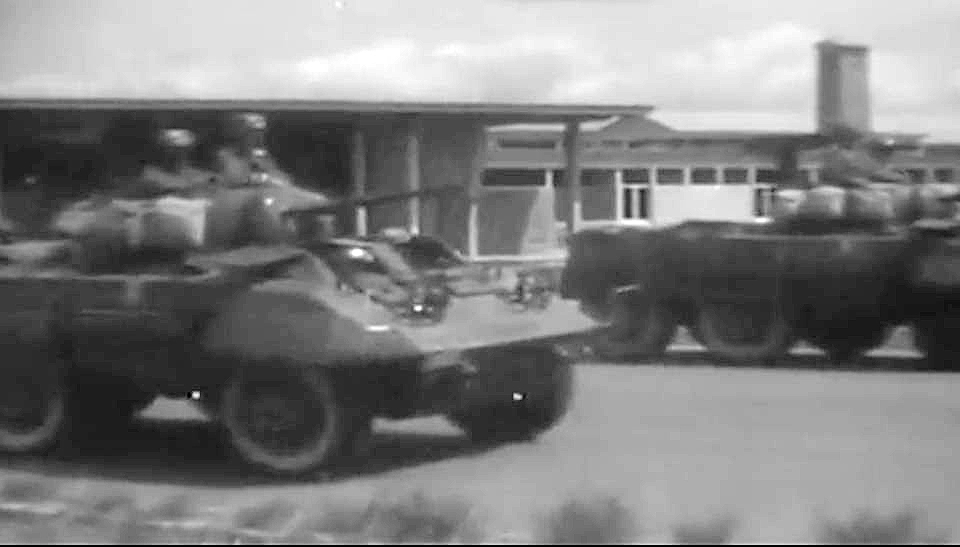
Veicoli blindati dell'Armée nationale congolaise (ANC) durante la crisi del Congo

Il 14 luglio 1960, in risposta alle richieste del primo ministro Lumumba, il Consiglio di sicurezza delle Nazioni Unite adottò la risoluzione 143 del Consiglio di sicurezza delle Nazioni Unite. Questa invitava il Belgio a rimuovere le sue truppe e l'ONU a fornire assistenza militare alle forze congolesi per consentirle "di assolvere pienamente ai propri compiti”. Lumumba chiese al Belgio di rimuovere immediatamente le sue truppe, minacciando di chiedere aiuto all'Unione Sovietica se non se ne fossero andati entro due giorni. L'ONU reagì rapidamente ed istituì l'Operazione delle Nazioni Unite in Congo (ONUC). Le prime truppe dell'ONU arrivarono il giorno successivo, ma ci fu un disaccordo istantaneo tra Lumumba e l'ONU sul mandato della nuova forza. Poiché l'esercito congolese era allo sbando dall'ammutinamento, Lumumba voleva usare le truppe delle Nazioni Unite per sottomettere il Katanga con la forza. Lumumba divenne estremamente frustrato dalla riluttanza delle Nazioni Unite a usare la forza contro Ciombe e la sua secessione. Annullò un incontro programmato con il segretario generale Dag Hammarskjöld il 14 agosto e scrisse invece una serie di lettere arrabbiate. Per Hammarskjöld, la secessione del Katanga era una questione interna congolese e l'intervento delle Nazioni Unite era vietato dall'articolo 2 della Carta delle Nazioni Unite. I disaccordi su ciò che la forza delle Nazioni Unite poteva e non poteva fare continuarono durante il suo dispiegamento.
Un totale di 3.500 soldati dell'ONUC erano arrivati in Congo entro il 20 luglio 1960. Il primo contingente di forze belghe aveva lasciato Leopoldville il 16 luglio all'arrivo delle truppe delle Nazioni Unite. Dopo aver assicurato che i contingenti della Forza sarebbero arrivati in numero sufficiente, le autorità belghe accettarono di ritirare tutte le loro forze dall'area di Leopoldville entro il 23 luglio. Le ultime truppe belghe lasciarono il paese entro il 23 luglio, mentre le forze delle Nazioni Unite continuavano a dispiegarsi in tutto il Congo. La costruzione dell'ONUC continuò, la sua forza aumentò a oltre 8.000 uomini entro il 25 luglio e ad oltre 11.000 entro il 31 luglio 1960. Il 27 luglio venne concordato un accordo di base tra le Nazioni Unite e il governo congolese sull'operazione della Forza. Il 9 agosto, Albert Kalonji proclamava l'indipendenza del Sud-Kasai.

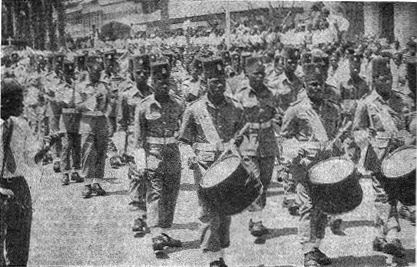
Parata dell'ANC nel 1960

Durante il periodo cruciale di luglio-agosto 1960, Mobutu costruì il "suo" esercito nazionale incanalando aiuti stranieri alle unità a lui fedeli, esiliando unità inaffidabili in aree remote e assorbendo o disperdendo eserciti rivali. Legò a lui i singoli ufficiali controllando la loro promozione e il flusso di denaro per i libri paga. I ricercatori che lavoravano negli anni '90 hanno concluso che il denaro è stato direttamente incanalato nell'esercito dalla CIA degli Stati Uniti, dalle Nazioni Unite e dal Belgio. Nonostante ciò, nel settembre 1960, in seguito alla divisione in quattro del paese, c'erano quattro forze armate separate: lo stesso ANC di Mobotu, che contava circa 12.000 uomini, il South Kasai Constabulary fedele ad Albert Kalonji (3.000 uomini o meno), la Gendarmeria del Katanga che faceva parte del regime di Moise Ciombe (per un totale di circa 10.000 uomini) e l'ANC dissidente di Stanleyville fedele ad Antoine Gizenga (con una cifra di circa 8.000 uomini).
Nell'agosto del 1960, a causa del rifiuto delle richieste di assistenza delle Nazioni Unite per reprimere le rivolte del Kasai meridionale e del Katanga, il governo di Lumumba decise di richiedere l'aiuto sovietico. De Witte scrisse che "Leopoldville chiese all'Unione Sovietica aerei, camion, armi e attrezzature.[...] Poco dopo, il 22 o 23 agosto, circa 1.000 soldati partirono per il Kasai". Il 26-27 agosto, l'ANC si impadronì di Bakwanga, la capitale di Albert Kalonji nel Kasai meridionale, senza seria resistenza e, secondo de Witte, "nei due giorni successivi pose fine temporaneamente alla secessione del Kasai".
A questo punto, il Library of Congress Country Study for the Congo afferma che il 5 settembre 1960: "Kasavubu nominò anche Mobutu capo dell'ANC. Joseph Iléo venne scelto come nuovo primo ministro ed iniziò a provare a formare un nuovo governo. Lumumba e il suo governo risposero accusando Kasa-Vubu di alto tradimento e votarono per dimetterlo. Il Parlamento rifiutò di confermare le dimissioni di Lumumba o di Kasavubu e cercò di portare una riconciliazione tra loro.Dopo una settimana di stallo, Mobutu annunciò il 14 settembre che avrebbe assunto il potere fino al 31 dicembre 1960, al fine di "neutralizzare" sia Kasavubu che Lumumba. " Mobutu formò il Collegio dei Commissari generali, un governo tecnocratico di laureati.
All'inizio di gennaio 1961, le unità dell'ANC fedeli a Lumumba invasero il nord del Katanga per sostenere una rivolta dei membri della tribù Baluba contro il regime secessionista di Ciombe. Il 23 gennaio 1961, Kasa-Vubu promosse Mobutu a maggior generale; De Witte sostiene che si trattava di una mossa politica, "mirata a rafforzare l'esercito, l'unico sostegno del presidente, e la posizione di Mobutu all'interno dell'esercito".
La risoluzione 161 del Consiglio di sicurezza delle Nazioni Unite del 21 febbraio 1961 chiedeva il ritiro degli ufficiali belgi dalle posizioni di comando nell'ANC e l'addestramento di nuovi ufficiali congolesi con l'aiuto delle Nazioni Unite. L'ONUC fece una serie di tentativi di riqualificare l'ANC dall'agosto 1960 al giugno 1963, spesso ostacolati da cambiamenti politici. Nel marzo 1963, tuttavia, dopo la visita del colonnello Michael Greene dell'esercito degli Stati Uniti e il conseguente "Piano Greene", il modello di assistenza militare concordata bilateralmente a varie componenti militari congolesi, invece di un unico sforzo unificato, stava già prendendo forma.

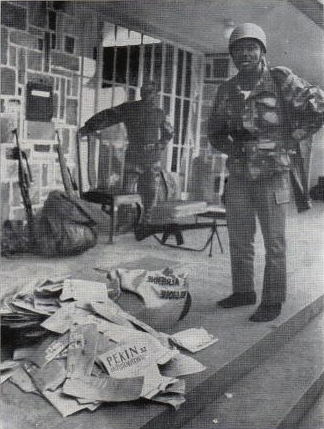
Soldati congolesi con propaganda ribelle sequestrata nel 1964

All'inizio del 1964, scoppiò una nuova crisi quando i ribelli congolesi che si facevano chiamare "Simba" (swahili per "Leone") si ribellarono al governo. Erano guidati da Pierre Mulele, Gaston Soumialot e Christophe Gbenye, ex membri del Parti Solidaire Africain (PSA) di Gizenga. La ribellione colpì le province del Kivu ed Orientale. Ad agosto avevano conquistato Stanleyville e vi avevano istituito un governo ribelle. Con la diffusione del movimento ribelle, la disciplina divenne più difficile da mantenere e gli atti di violenza e terrore aumentarono. Migliaia di congolesi vennero giustiziati, inclusi funzionari governativi, leader politici dei partiti di opposizione, della polizia provinciale e locale, insegnanti di scuola ed altri che si riteneva fossero stati occidentalizzati. Molte delle esecuzioni vennero eseguite con estrema crudeltà, davanti a un monumento a Lumumba a Stanleyville. Ciombe decise di utilizzare mercenari stranieri e l'ANC per reprimere la ribellione. Mike Hoare venne impiegato per creare il 5º Commando di lingua inglese a Kamina, con l'assistenza di un ufficiale belga, il colonnello Frederic Vanderwalle, mentre il 6º Commando era di lingua francese e originariamente sotto il comando di un colonnello dell'esercito belga, Lamouline. Nell'agosto del 1964, i mercenari, con l'assistenza di altre truppe dell'ANC, stavano facendo progressi contro la ribellione dei Simba. Temendo la sconfitta, i ribelli iniziarono a prendere in ostaggio la popolazione bianca locale nelle aree sotto il loro controllo. Questi ostaggi vennero salvati in lanci aerei belgi (Operazioni Dragon Rouge e Dragon Noir) su Stanleyville e Paulis trasportati da aerei statunitensi. L'operazione coincise con l'arrivo di unità mercenarie (compresa apparentemente la 5ª Brigata meccanizzata formata in fretta) a Stanleyville, che venne rapidamente conquistata. Ci volle fino alla fine dell'anno per reprimere completamente le restanti aree di ribellione.
Dopo cinque anni di turbolenze, nel 1965 Mobutu usò la sua posizione di capo di stato maggiore dell'ANC per prendere il potere nel colpo di stato nella Repubblica Democratica del Congo del 1965. Sebbene Mobutu fosse riuscito a prendere il potere, la sua posizione venne presto minacciata dagli ammutinamenti di Stanleyville, noti anche come ammutinamenti dei mercenari, che alla fine vennero soppressi.
Come regola generale, da quel momento, le forze armate non sono intervenute in politica come corpo, ma sono state sballottate e trasformate mentre uomini ambiziosi scuotevano il Paese. In realtà, il problema più grande è stato l'uso improprio e talvolta l'abuso dei militari e della polizia da parte dei leader politici ed etnici.
Il 16 maggio 1968 venne formata una brigata paracadutisti di due reggimenti (ciascuno di tre battaglioni) che alla fine sarebbe cresciuta fino a diventare una divisione completa.

### Zaire (1971-1997)
Il paese venne ribattezzato Zaire nel 1971 e l'esercito venne di conseguenza designato Forces Armées Zaïroises (FAZ). Nel 1971 la forza dell'esercito era costituita dal 1° Groupement a Kananga, con un battaglione della guardia, due battaglioni di fanteria e un battaglione di gendarmeria, e il 2° Groupement (Kinshasa), il 3° Groupement (Kisangani), il 4° Groupement (Lubumbashi), il 5° Groupement (Bukavu), il 6° Groupement (Mbandaka) e il 7° Groupement (Boma). Ciascuno aveva le dimensioni di una brigata ed era comandato da generali anziani che non avevano addestramento militare e spesso non avevano molta esperienza positiva, dal momento che erano stati sottufficiali della Force Publique belga. Alla fine degli anni '70 il numero dei raggruppamenti raggiunse i nove, uno per regione amministrativa. La divisione paracadutisti (Division des Troupes Aéroportées Renforcées de Choc, DITRAC) operava semi-indipendentemente dal resto dell'esercito.
Nel luglio 1972 alcuni dei generali anziani che comandavano i groupements vennero mandati in pensione. Il général d'armée Louis Bobozo, ed il generaux de corps d'armée Nyamaseko Mata Bokongo, Nzoigba Yeu Ngoli, Muké Massaku, Ingila Grima, Itambo Kambala Wa Mukina, Tshinyama Mpemba, e il generale di divisione Yossa Yi Ayira, l'ultimo comandante della base di Kamina, vennero tutti mandati in pensione il 25 luglio 1972. Assumendo il ruolo di comandante in capo militare, ora nominato capitano generale, venne recentemente promosso generale di divisione Bumba Moaso, ex comandante della divisione paracadutisti.
Un gran numero di paesi sostenne le FAZ nei primi anni '70. Trecento membri del personale belga servivano come ufficiali di stato maggiore e consiglieri in tutto il Ministero della Difesa, gli italiani sostenevano l'aeronautica militare, gli americani assistevano con i trasporti e le comunicazioni, gli israeliani con l'addestramento delle forze aeree e c'erano consulenti britannici con i genieri. Nel 1972 l'organizzazione politica sponsorizzata dallo stato, il Mouvement Populaire de la Révolution (MPR), decise in un congresso del partito di formare cellule di attivisti in ogni unità militare. La decisione causò costernazione tra il corpo degli ufficiali, poiché l'esercito era stato apolitico (e persino antipolitico) fin da prima dell'indipendenza.
L'11 giugno 1975 diversi ufficiali dell'esercito vennero arrestati in quello che divenne noto come il coup monté et manqué. Tra gli arrestati c'erano il generale Daniel Katsuva wa Katsuvira, capo di stato maggiore delle forze terrestri, Utshudi Wembolenga, comandante della 2ª regione militare a Kalemie; Fallu Sumbu, addetto militare dello Zaïre a Washington, il colonnello Mudiayi wa Mudiayi, addetto militare dello Zaïre a Parigi, l'addetto militare a Bruxelles, un comandante del battaglione paracommando e molti altri. Il regime affermò che questi ufficiali ed altri (incluso il secrétaire particulier di Mobutu) avevano pianificato l'assassinio di Mobutu, l'alto tradimento e la divulgazione di segreti militari, tra gli altri reati. Il presunto colpo di stato venne indagato da una commissione rivoluzionaria presieduta da Boyenge Mosambay Singa, a quel tempo capo della Gendarmeria. Scrivendo nel 1988, Michael Schatzberg disse che i dettagli completi del colpo di stato dovevano ancora emergere. Meitho, scrivendo molti anni dopo, afferma che gli ufficiali furono accusati di aver tentato di sollevare al potere il secrétaire particulier di Mobutu, il colonnello Omba Pene Djunga, del Kasai..

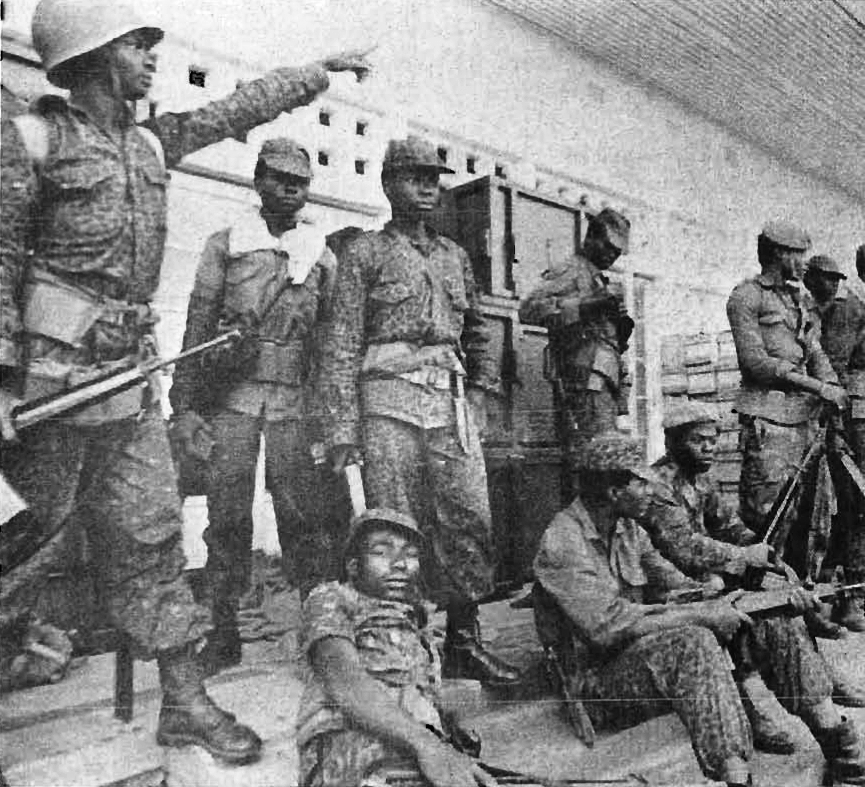
Truppe zairesi nello Shaba meridionale, aprile 1977

Alla fine del 1975, Mobutu, nel tentativo di installare un governo filo-Kinshasa in Angola e contrastare la spinta al potere del Movimento Popolare di Liberazione dell'Angola (MPLA) marxista, dispiegò autoblindo, paracadutisti e tre battaglioni di fanteria delle FAZ per l'Angola a sostegno del Fronte Nazionale di Liberazione dell'Angola (FNLA). Il 10 novembre 1975, una forza anticomunista composta da 1.500 combattenti dell'FNLA, 100 soldati portoghesi angolani e due battaglioni delle FAZ transitò nei pressi della città di Quifangondo, a soli 30 chilometri (19 mi) a nord di Luanda, all'alba. La forza, supportata da aerei sudafricani e tre pezzi di artiglieria da 140 mm, marciò in un'unica linea lungo il fiume Bengo per affrontare una forza cubana di 800 uomini attraverso il fiume. Iniziò così la battaglia di Quifangondo. I combattenti cubani e del MPLA bombardarono l'FNLA con mortai e razzi da 122 mm, distruggendo la maggior parte delle autoblindo dell'FNLA e sei Jeep che trasportavano razzi anticarro nella prima ora di combattimento.
Il sostegno di Mobutu alla politica dell'FNLA fallì quando il MPLA vinse in Angola. Il MPLA, quindi, agendo apparentemente almeno come Fronte per la Liberazione Nazionale Congolese, occupò la provincia sudorientale del Katanga, allora conosciuta come Shaba, nel marzo 1977, incontrando poca resistenza da parte delle FAZ. Questa invasione è talvolta nota come Shaba I. Mobutu dovette richiedere assistenza, che venne fornita dal Marocco sotto forma di truppe regolari che sbaragliarono il MPLA e i suoi consiglieri cubani fuori dal Katanga. Importanti furono anche i piloti egiziani che pilotarono l'aereo da combattimento Mirage 5 dello Zaire. L'umiliazione di questo episodio portò a disordini civili nello Zaire all'inizio del 1978, che le FAZ dovettero domare.

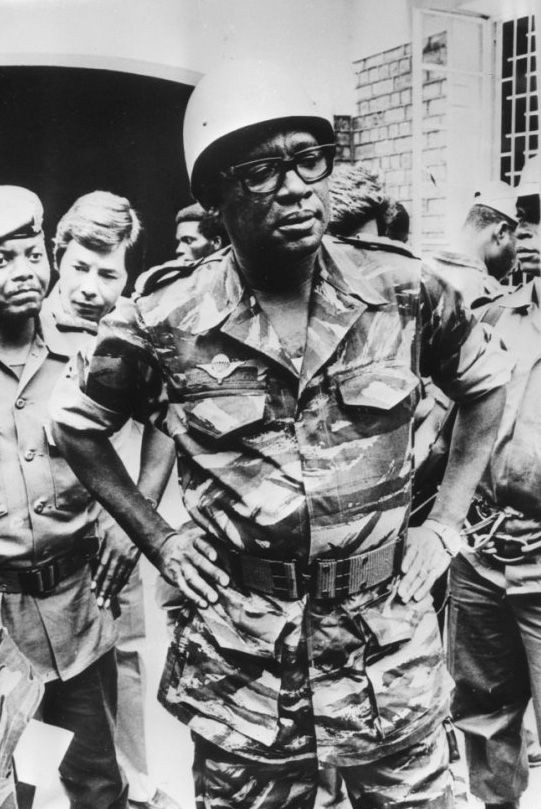
Il presidente Mobutu in tenuta militare, 1978

Lo scarso rendimento dell'esercito dello Zaire durante Shaba I diede prova di debolezze croniche. Un problema era che alcuni soldati zairesi nella zona non avevano ricevuto la paga per lunghi periodi. Gli ufficiali superiori spesso tenevano il denaro destinato ai soldati, caratterizzando una leadership di alto livello generalmente disdicevole e inetta nelle FAZ. Di conseguenza, molti soldati semplicemente disertarono piuttosto che combattere. Altri rimasero con le loro unità ma furono inefficaci. Durante i mesi successivi all'invasione dello Shaba, Mobutu cercò soluzioni ai problemi militari che avevano contribuito alla triste performance dell'esercito. Attuò riforme radicali della struttura di comando, compresi dimissioni all'ingrosso di ufficiali di alto rango. Fuse lo stato maggiore militare con il proprio stato maggiore presidenziale e si nominò nuovamente capo di stato maggiore, oltre agli incarichi di ministro della difesa e comandante supremo che già ricopriva. Ridistribuì anche le sue forze in tutto il paese invece di tenerle vicino a Kinshasa, come era avvenuto in precedenza. La Divisione Kamanyola, all'epoca considerata la migliore formazione dell'esercito, e considerata quella del presidente, venne assegnata permanentemente allo Shaba. Oltre a questi cambiamenti, la forza dell'esercitovenne ridotta del 25 percento. Inoltre, gli alleati dello Zaire fornirono un grande afflusso di equipaggiamento militare e consiglieri belgi, francesi e americani aiutarono a ricostruire e riqualificare la forza.
Nonostante questi miglioramenti, una seconda invasione da parte dell'ex gendarmeria katangese, nota come Shaba II nel maggio-giugno 1978, venne dispersa solo con l'invio del 2º reggimento paracadutisti stranieri francese e di un battaglione del reggimento paracommando belga. Le unità della Divisione Kamanyola crollarono quasi immediatamente. Le unità francesi combatterono la battaglia di Kolwezi per riconquistare la città dal FLNC. Gli Stati Uniti fornirono assistenza logistica.
Nel luglio 1975, secondo l'IISS Military Balance, le FAZ comprendevano 14 battaglioni di fanteria, sette battaglioni della "Guardia" e altri sette battaglioni di fanteria variamente designati come "paracadutisti" (o forse "commando"; probabilmente le unità della brigata paracadutisti originariamente costituita nel 1968). C'erano anche un reggimento di autoblindo e un battaglione di fanteria meccanizzata. Dal punto di vista organizzativo, l'esercito era composto dalla divisione paracadutisti e dai sette groupement. Oltre a queste unità, venne segnalato che un battaglione di carri armati si era formato nel 1979.
Nel gennaio 1979 il General de Division Mosambaye Singa Boyenge venne nominato sia come comandante militare della regione che come commissario regionale dello Shaba.
Nel 1984 venne costituita una forza di polizia militarizzata, la Guardia Civile. Alla fine venne comandata dal général d'armée Kpama Baramoto Kata.
Thomas Turner scrisse a metà degli anni '90 che "i principali atti di violenza, come le uccisioni che seguirono la "rivolta di Kasongo" nella regione di Bandundu nel 1978, le uccisioni di minatori di diamanti nella regione orientale del Kasai nel 1979 e, più di recente, il massacro di studenti a Lubumbashi nel 1990, hanno continuato a intimidire la popolazione."
| Formazione                       | Luogo              | Dimensione | Note |
| -------------------------------- | ------------------ | ---------- | --- |
| Divisione Presidenziale Speciale | Kinshasa           | 5.200      | Cinque battaglioni, 'sembra pronta per il combattimento'                                                                                          |
| Divisione Kamanyola              | Shaba              | 4.100      | 14ª Bta sola formazione pronta al combattimento                                                                                                   |
| 31ª Brigata paracadutisti        | Kinshasa/Kamina    | 3.800      | Vedi State Dept 1978KINSHA06951 (1978). 'Elevato stato di prontezza al combattimento'                                                             |
| 32ª Brigata paracadutisti        | Kinshasa           | 1.000      | Ancora in formazione, da schierare a Kitona. Una fonte francese separata del 2008 afferma che la brigata non è mai stata completamente istituita. |
| 1ª Brigata corazzata             | Mbanza-Ngungu      | 1.300      | Solo 30 di circa 100 carri armati operativi |
| 41ª Brigata commando             | Kisangani          | 1.200      | Tre battaglioni schierati lungo i confini orientali                                                                                               |
| 13ª Brigata fanteria             | Kalemie            | 1.500      | 'Una delle unità più trascurate delle forze terrestri zairesi.'                                                                                   |
| 21ª Brigata fanteria             | Intorno Lubumbashi | 1.700      | Vedi State Dept 1979LUBUMB01982 (1979). 'Capacità di combattimento modeste'                                                                       |
| 22ª Brigata fanteria leggera     | Base di Kamina     | 2.500      | 'Ruolo indefinito' |

Gli autori del Library of Congress Country Study sullo Zaire commentarono nel 1992–93 che:
"Lo stato di manutenzione delle apparecchiature nell'inventario è tradizionalmente variato, a seconda della priorità di un'unità e della presenza o assenza di consulenti e tecnici stranieri. Una parte considerevole dell'equipaggiamento militare non è operativa, principalmente a causa della carenza di pezzi di ricambio, della scarsa manutenzione e dei furti. Ad esempio, i carri armati della 1ª Brigata corazzata hanno spesso un tasso non operativo che si avvicina al 70-80 percento. Dopo una visita di un team tecnico cinese nel 1985, la maggior parte dei carri armati ha funzionato, ma un tale miglioramento in genere non è durato a lungo oltre la partenza della squadra ospite. Diversi fattori complicano la manutenzione nelle unità zairesi. Il personale di manutenzione spesso non ha la formazione necessaria per mantenere le moderne attrezzature militari. Inoltre, l'ampia varietà di equipaggiamento militare e l'incredibile gamma di pezzi di ricambio necessari per mantenerlo non solo intasano la rete logistica, ma sono anche costosi.
Il fattore più importante che influisce negativamente sulla manutenzione è la paga bassa e irregolare che ricevono i soldati, con conseguente furto e vendita di pezzi di ricambio e persino di attrezzature di base per integrare i loro magri salari. Quando non ruba pezzi di ricambio e attrezzature, il personale di manutenzione spesso trascorre la maggior parte della giornata lavorativa alla ricerca di altri modi per trarne profitto. Le squadre di manutenzione americane che lavorano nello Zaire hanno scoperto che fornire un pranzo gratuito alla forza lavoro era una buona, a volte l'unica, tecnica per motivare il personale a lavorare almeno metà della giornata di servizio.

Il corpo logistico dell'esercito [è stato incaricato][...] di fornire supporto logistico e condurre la manutenzione diretta, indiretta ed a livello di deposito per le FAZ. Ma a causa della mancanza di enfasi da parte dello Zaire su manutenzione e logistica, della mancanza di fondi e dell'addestramento inadeguato, il corpo è a corto di personale, sottoequipaggiato e generalmente incapace di portare a termine la sua missione. È organizzato in tre battaglioni assegnati a Mbandaka, Kisangani e Kamina, ma solo il battaglione di Kamina è adeguatamente equipaggiato; gli altri sono poco più che unità scheletriche.
Il cattivo stato di disciplina delle forze congolesi si manifestò di nuovo nel 1990. L'assistenza militare straniera allo Zaire era cessata dopo la fine della guerra fredda e Mobutu permise deliberatamente che le condizioni dell'esercito peggiorassero in modo da non minacciare la sua presa di potere. Protestando per i bassi salari e la mancanza di retribuzione, i paracadutisti iniziarono a saccheggiare Kinshasa nel settembre 1991 e vennero fermati solo dopo l'intervento delle forze francesi ("Operazione Baumier") e belghe ("Operazione Blue Beam").

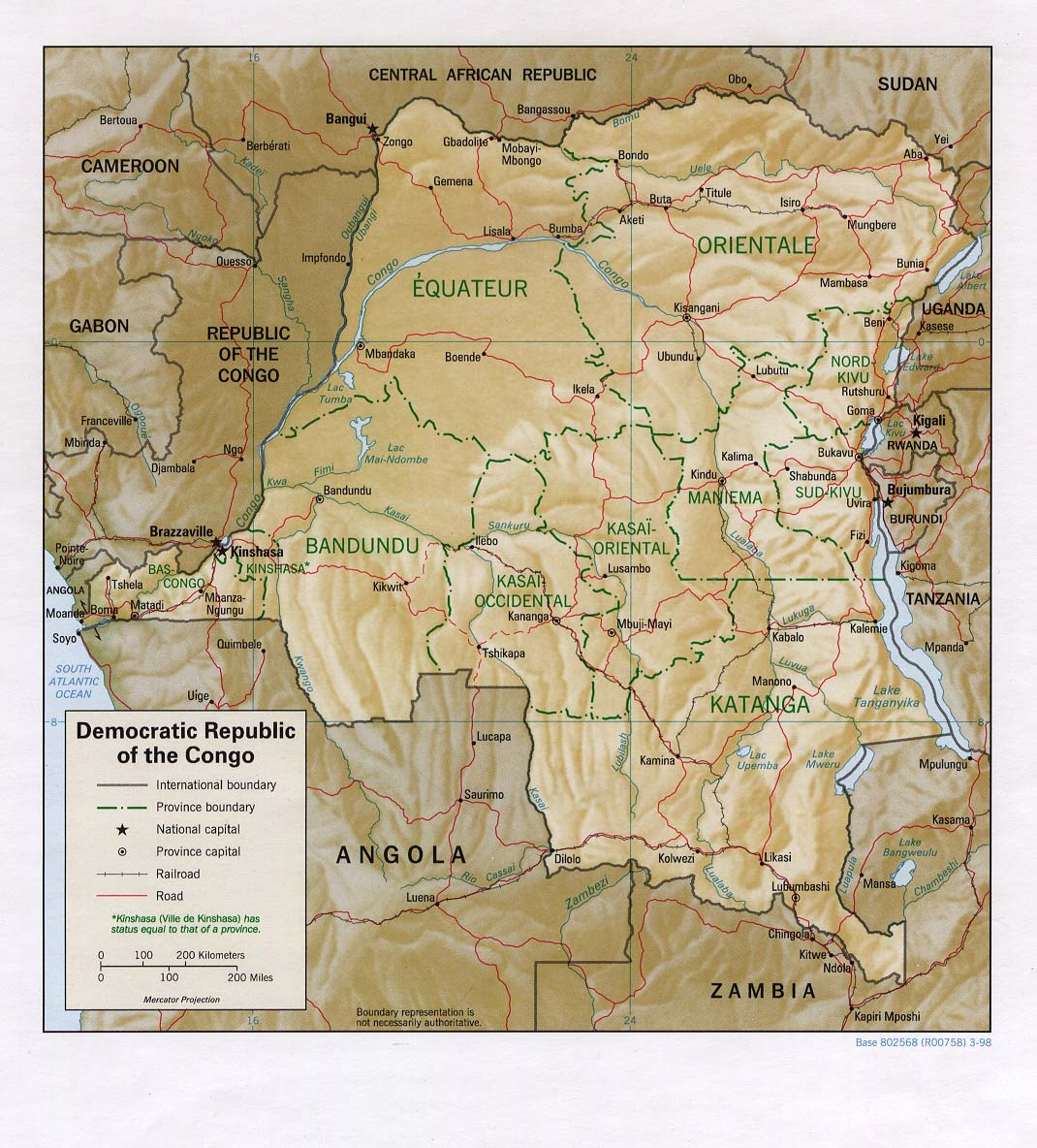
Mappa della RD del Congo

Nel 1993, secondo il Library of Congress Country Studies, le forze terrestri delle FAZ di 25.000 membri consistevano in una divisione di fanteria (con tre brigate di fanteria); una brigata aviotrasportata (con tre battaglioni paracadutisti e un battaglione di supporto); una brigata delle forze speciali (comando/controinsurrezione); la Divisione Speciale Presidenziale; una brigata corazzata indipendente; e due brigate di fanteria indipendenti (ognuna con tre battaglioni di fanteria, un battaglione di supporto). Queste unità vennero dispiegate in tutto il paese, con le principali concentrazioni nella regione dello Shaba (circa la metà della forza). La Divisione Kamanyola, composta da tre brigate di fanteria, operava generalmente nella regione occidentale dello Shaba; la 21ª Brigata fanteria era situata a Lubumbashi; la 13ª Brigata fanteria venne dispiegata in tutto lo Shaba orientale; e almeno un battaglione della 31ª Brigata aviotrasportata rimase a Kamina. L'altra principale concentrazione di forze era a Kinshasa e dintorni: la 31ª Brigata aviotrasportata era schierata all'aeroporto di N'djili, alla periferia della capitale; la Divisione Presidenziale Speciale (DSP) risiedeva adiacente al complesso presidenziale; e la 1ª Brigata corazzata era a Mbanza-Ngungu (nel Bas-Congo, a circa 120 chilometri (75 mi) a sud-ovest di Kinshasa). Infine la 41ª Brigata commando era a Kisangani.
Questo elenco di unità superficialmente impressionante sopravvaluta l'effettiva capacità delle forze armate in quel momento. A parte le formazioni privilegiate come la Divisione presidenziale e la 31ª Brigata aviotrasportata, la maggior parte delle unità era scarsamente addestrata, divisa e così mal pagata che ricorreva regolarmente al saccheggio. Le capacità operative delle forze armate vennero gradualmente distrutte dalla politicizzazione delle forze, dalla tribalizzazione e dalla divisione delle forze, incluse le epurazioni di gruppi sospettati di slealtà, volte a consentire a Mobutu di dividere e governare. Tutto ciò avvenne sullo sfondo del crescente deterioramento delle strutture statali sotto il regime cleptocratico di Mobutu.

### Il rovesciamento di Mobutu e gli anni successivi
Gran parte delle origini del recente conflitto in quella che oggi è la Repubblica Democratica del Congo deriva dai tumulti seguiti al genocidio ruandese del 1994, che ha poi portato alla crisi dei rifugiati dei Grandi Laghi. All'interno dei più grandi campi profughi, a cominciare da Goma nel Nord-Kivu, c'erano combattenti hutu ruandesi, che alla fine vennero organizzati nel Rassemblement Démocratique pour le Rwanda, che lanciarono ripetuti attacchi in Ruanda. Il Ruanda alla fine appoggiò Laurent-Désiré Kabila e la sua Alleanza delle forze democratiche per la liberazione del Congo (AFDL) rapidamente organizzata nell'invasione dello Zaire, con l'obiettivo di fermare gli attacchi al Ruanda nel processo di rovesciamento del governo di Mobutu. Quando le milizie si ribellarono, appoggiate dal Ruanda, le FAZ, indebolite come si è detto sopra, si dimostrarono incapaci di dominare la situazione e di impedire il rovesciamento di Mobutu nel 1997. Elementi delle FAZ fedeli a Mobutu riuscirono a ritirarsi nel nord del Congo e da lì in Sudan nel tentativo di sfuggire all'AFDL. Alleandosi con il governo sudanese che all'epoca stava combattendo la propria guerra civile, queste truppe delle FAZ vennero distrutte dall'Esercito di Liberazione del Popolo del Sudan durante l'operazione Thunderbolt vicino a Yei nel marzo 1997.
Quando Kabila prese il potere nel 1997, il paese venne ribattezzato Repubblica Democratica del Congo e così il nome dell'esercito nazionale cambiò ancora una volta, in Forces armées congolaises (FAC). La Tanzania inviò seicento consiglieri militari per addestrare il nuovo esercito di Kabila nel maggio 1997. (Prunier dice che gli istruttori erano ancora alla base di Kitona quando scoppiò la seconda guerra del Congo, e dovettero essere rapidamente restituiti alla Tanzania. Prunier disse: "Gli aerei sudafricani trasportavano l'evacuazione dopo una conversazione personale tra il presidente Mkapa e il non ancora presidente Thabo Mbeki. Il comando sulle forze armate nei primi mesi del governo di Kabila era vago. Gérard Prunier scrisse che "non c'era nessun ministro della difesa, nessun capo di stato maggiore noto e nessun grado militare; tutti gli ufficiali erano 'comandanti' in stile cubano chiamati 'Ignace', 'Bosco', Jonathan', o 'James', che occuparono suite comunicanti presso l'Intercontinental Hotel e avevano numeri di cellulare nell'elenco presidenziale. Nessuno parlava francese o lingala, ma tutti parlavano kinyarwanda, swahili e, molto spesso, inglese." Alla domanda della giornalista belga Colette Braeckman su quale fosse l'effettiva struttura di comando dell'esercito a parte lui, Kabila rispose: "Non ci esporremo e rischiamo di essere distrutti mostrandoci apertamente [...]. Stiamo attenti affinché non si conoscano i veri padroni dell'esercito. È strategico. Per favore, lasciamo perdere la faccenda». Le nuove Forces armées congolaises di Kabila erano lacerate da tensioni interne. Le nuove FAC avevano combattenti Banyamulenge del Sud Kivu, bambini soldato kadogo di varie tribù orientali, come Thierry Nindaga, Safari Rwekoze, ecc... [la maggior parte] Tigri katangesi Lunda dell'ex FNLC ed ex personale delle FAZ. Mescolare insieme questi elementi disparati e precedentemente in guerra portò all'ammutinamento. Il 23 febbraio 1998, un'unità per lo più Banyamulenge si ammutinò a Bukavu dopo che i suoi ufficiali avevano cercato di disperdere i soldati in diverse unità sparse in tutto il Congo. A metà del 1998, le formazioni allo scoppio della seconda guerra del Congo includevano la 50ª Brigata sostenuta dalla Tanzania, con sede a Camp Kokolo a Kinshasa, e la 10ª Brigata – una delle migliori e più grandi unità dell'esercito – di stanza a Goma, così come la 12ª Brigata a Bukavu. La dichiarazione del comandante della 10ª brigata, l'ex ufficiale della DPS Jean-Pierre Ondekane, il 2 agosto 1998, che non riconosceva più Kabila come presidente dello stato, fu uno dei fattori all'inizio della seconda guerra del Congo.
Secondo Jane's, le FAC si comportarono male durante la seconda guerra del Congo e "dimostrarono poca abilità o dottrina militare riconoscibile". Allo scoppio della guerra nel 1998 l'esercito era inefficace e il governo della RDC venne costretto a fare affidamento sull'assistenza di Angola, Ciad, Namibia e Zimbabwe. Oltre a fornire forze di spedizione, questi paesi tentarono senza successo di riqualificare l'esercito della RDC. Anche la Corea del Nord e la Tanzania fornirono assistenza con l'addestramento. Durante il primo anno di guerra le forze alleate sconfissero la forza ruandese che era sbarcata nel Bas-Congo e le forze ribelli a sud-ovest di Kinshasa e alla fine fermarono l'offensiva ribelle e ruandese nell'est della RDC. Questi successi contribuirono alla firma dell'Accordo di Lusaka firmato nel luglio 1999. A seguito dell'accordo di Lusaka, a metà agosto 1999 il presidente Kabila emanò un decreto che divideva il paese in otto regioni militari. La prima regione militare, secondo quanto riportato dalla televisione di stato congolese, sarebbe stata costituita dalle due province del Kivu, la Provincia Orientale avrebbe costituito la seconda regione e le province di Maniema e Kasai Orientale la terza. Katanga ed Équateur sarebbero rientrati rispettivamente nella quarta e quinta regione, mentre Kasai Occidentale e Bandundu avrebbero formato la sesta regione. Kinshasa e Bas-Congo avrebbero formato rispettivamente la settima e l'ottava regione. Nel novembre 1999 il governo tentò di formare una forza paramilitare di 20.000 uomini designata Forze di Difesa Popolare. Questa forza aveva lo scopo di supportare la FAC e la polizia nazionale, ma non divenne mai efficace.

### Dal 1999 ai giorni nostri
L'accordo di Lusaka non riuscì a porre fine alla guerra e i combattimenti ripresero nel settembre 1999. Le prestazioni delle FAC continuarono ad essere scarse ed entrambe le principali offensive lanciate dal governo nel 2000 si conclusero con costose sconfitte. La cattiva gestione del presidente Kabila fu un fattore importante dietro le scarse prestazioni delle FAC, con i soldati spesso non pagati e non nutriti mentre il governo acquistava armi avanzate che non potevano essere utilizzate o mantenute. Si ritiene che le sconfitte del 2000 siano state la causa dell'assassinio del presidente Kabila nel gennaio 2001. Dopo l'assassinio, Joseph Kabila assunse la presidenza e alla fine riuscì a negoziare la fine della guerra nel 2002-2003.
L'accordo globale e onnicomprensivo del dicembre 2002 dedicò il capitolo VII alle forze armate. Stabiliva che il capo di stato maggiore delle forze armate e i capi dell'esercito, dell'aeronautica e della marina non dovevano provenire dalla stessa fazione belligerante. Il nuovo esercito "nazionale, ristrutturato e integrato" sarebbe stato composto dalle forze governative di Kabila (FAC), RCD e MLC. Inoltre, al punto VII(b) era stabilito che l'RCD-N, l'RCD-ML ed il Mai-Mai sarebbero diventati parte delle nuove forze armate. Si richiedeva anche un meccanismo intermedio per l'identificazione fisica dei soldati, della loro origine, della loro data di arruolamento e della loro unità (VII(c)). Prevedeva inoltre la creazione di un Conseil Superieur de la Defense (Consiglio superiore della difesa) che avrebbe dichiarato stati di assedio o di guerra e avrebbe fornito consulenza sulla riforma del settore della sicurezza, sul disarmo/smobilitazione e sulla politica di difesa nazionale.
Una decisione su quali fazioni avrebbero dovuto nominare capi di stato maggiore e comandanti militari regionali venne annunciata il 19 agosto 2003 come la prima mossa nella riforma militare, sovrapposta ai vari gruppi di combattenti, governo ed ex ribelli. Kabila fu in grado di nominare il capo di stato maggiore delle forze armate, il tenente generale Liwanga Mata, che in precedenza aveva servito come capo di stato maggiore della marina sotto Laurent Kabila. Kabila fu in grado di nominare il comandante dell'aeronautica (John Numbi), l'RCD-Goma ricevette la posizione del comandante della forza terrestre (Sylvain Buki) e l'MLC della marina (Dieudonne Amuli Bahigwa). Tre comandanti militari regionali vennero nominati dall'ex governo di Kinshasa, due comandanti ciascuno dall'RCD-Goma e dall'MLC, e un comandante regionale ciascuno dall'RCD-K/ML e dall'RCD-N. Tuttavia queste nomine vennero annunciate per le Forces armées congolaises (FAC) di Kabila, non per le successive FARDC. Un altro rapporto tuttavia afferma che i comandanti militari della regione vennero nominati solo nel gennaio 2004 e che lo schieramento delle truppe sul campo non cambiò sostanzialmente fino all'anno successivo.

Soldati congolesi innalzano la bandiera della Repubblica Democratica del Congo nel 2010

Il 24 gennaio 2004, un decreto creò la Structure Militaire d'Intégration (SMI, Struttura Militare d'Integrazione). Insieme alla SMI, anche il CONADER venne designato per gestire l'elemento combinato DDR tronc commun e il programma di riforma militare. La prima legge militare post-Sun City sembrerebbe essere stata approvata il 12 novembre 2004, che creò formalmente le nuove Forces Armées de la République Démocratique du Congo nazionali (FARDC). In questa legge era incluso l'articolo 45, che riconosceva l'incorporazione di un certo numero di gruppi armati nelle FARDC, tra cui l'ex esercito governativo Forces Armées Congolaises (FAC), l'ex personale delle FAZ noto anche come les tigres dell'ex presidente Mobutu, il RCD-Goma, il RCD-ML, il RCD-N, il MLC, il Mai-Mai, così come altri gruppi militari e paramilitari determinati dal governo.
Turner scrive che i due più importanti oppositori dell'integrazione militare (brassage) erano il colonnello Jules Mutebusi, un Munyamulenge del Sud Kivu, e Laurent Nkunda, un tutsi ruandese che secondo Turner proveniva da Rutshuru nel Nord Kivu. Nel maggio-giugno 2004 Mutebusi guidò una rivolta contro i suoi superiori da Kinshasa nel Sud Kivu. Nkunda iniziò la sua lunga serie di rivolte contro l'autorità centrale aiutando Mutebusi nel maggio-giugno 2004. Nel novembre 2004 una forza governativa ruandese entrò nel Nord Kivu per attaccare le FDLR e, a quanto pare, rinforzò e rifornì contemporaneamente l'RCD-Goma (ANC). Mutebutsi e Nkunda erano apparentemente sostenuti dal governo ruandese, dal comandante regionale delle FARDC, dal generale Obed Rwisbasira, e dal governatore RCD-Goma del Nord Kivu, Eugene Serufuli. Nessuna delle due figure del governo fece nulla per impedire la marcia di Nkunda a sud verso Bukavu con la sua forza militare. A metà dicembre, civili a Kanyabayonga, Buramba e Nyabiondo nel Nord Kivu vennero uccisi, torturati e stuprati, apparentemente deliberatamente presi di mira per motivi etici (le vittime provenivano quasi esclusivamente dai gruppi etnici Hunde e Nande). Kabila inviò in risposta 10.000 soldati governativi ad est, lanciando un'operazione l'11 dicembre chiamata "Operazione Bima". Il suo unico grande successo fu la conquista di Walikale dalle truppe dell'RCD-Goma (ANC).
Ci fu un altro importante rimpasto di personale il 12 giugno 2007. Il capo delle FARDC, il generale Kisempia Sungilanga Lombe, venne sostituito con il generale Dieudonne Kayembe Mbandankulu. Il generale Gabriel Amisi Kumba mantenne il suo posto di comandante delle forze terrestri. John Numbi, un membro fidato della cerchia ristretta di Kabila, venne spostato da comandante dell'aeronautica a ispettore generale della polizia. I diplomatici statunitensi riferirono che l'ex comandante delle forze navali, il mag. generale Amuli Bahigua (ex-MLC) era diventato capo delle operazioni delle FARDC; l'ex capo dell'intelligence delle FARDC Didier Etumba (ex-FAC) venne promosso vice ammiraglio e nominato comandante delle forze navali; il mag. generale Rigobert Massamba (ex-FAC), ex comandante della base aerea di Kitona, venne nominato Comandante delle Forze Aeree; e il generale di brigata Jean-Claude Kifwa, comandante della Guardia repubblicana, venne nominato comandante militare regionale.

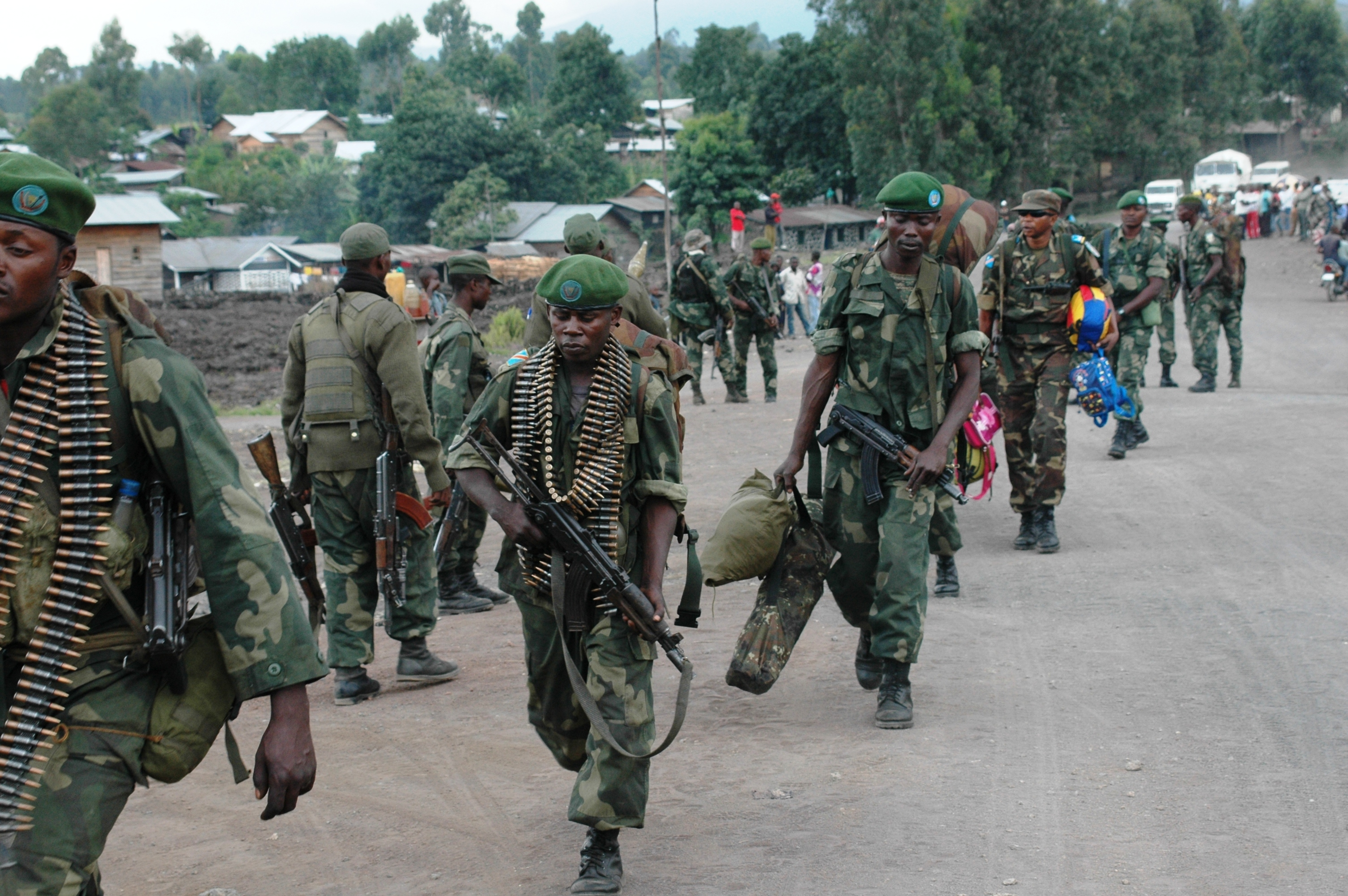
Soldati delle FARDC vicino Goma nel maggio 2013

A causa di notevoli ritardi nella DDR e nel processo di integrazione, delle diciotto brigate, solo diciassette vennero dichiarate operative, oltre due anni e mezzo dopo la data obiettivo iniziale. In risposta alla situazione, nel febbraio 2008 il ministro della Difesa congolese presentò alla comunità internazionale un nuovo piano di riforma della difesa. In sostanza, i tre livelli di forza vennero tutti posticipati: le prime forze territoriali al 2008-12, la forza mobile al 2008-10 e la principale forza di difesa al 2015.
Tuttavia, gran parte dell'est del paese rimane insicuro. Nell'estremo nord-est ciò è dovuto principalmente al conflitto dell'Ituri. Nell'area intorno al lago Kivu, principalmente nel Nord Kivu, continuano i combattimenti tra le Forze Democratiche per la liberazione del Rwanda e tra il governo FARDC e le truppe di Laurent Nkunda, con tutti i gruppi che aggravano notevolmente i problemi dei profughi interni nell'area di Goma, della conseguente carenza di cibo e della perdita di infrastrutture a causa degli anni di conflitto. Nel 2009, diversi funzionari delle Nazioni Unite hanno affermato che l'esercito è un grosso problema, in gran parte a causa della corruzione che si traduce in cibo e paga destinati ai soldati che vengono deviati e una struttura militare pesante con colonnelli, molti dei quali sono ex signori della guerra. In un rapporto del 2009 che elenca gli abusi delle FARDC, Human Rights Watch esortò le Nazioni Unite a smettere di sostenere le offensive del governo contro i ribelli orientali fino alla cessazione degli abusi.

Caty Clement scrisse nel 2009:
"Uno degli schemi più importanti [della corruzione delle FARDC] era noto come 'Opération Retour' (Operazione Ritorno). Alti ufficiali ordinarono che la paga dei soldati fosse inviata da Kinshasa ai comandanti sul campo, che prendevano la loro parte e restituivano il resto al loro comandante a Kinshasa invece di pagare i soldati. Per garantire che i soldati di fanteria venissero pagati quanto dovuto, alla fine del 2005, l'EUSEC suggerì di separare la catena di comando dalla catena di pagamento. La prima rimase in mano ai congolesi, mentre la missione dell'UE erogò gli stipendi direttamente alle brigate appena 'integrate'. Sebbene efficiente a breve termine, questa soluzione solleva la questione della sostenibilità e della proprietà a lungo termine. Una volta che la paga dei soldati non poteva più essere sottratta tramite "Opération Retour", tuttavia, altre due linee di bilancio, i "fonds de ménage" e il supporto logistico alle brigate, vennero presto deviate."
Nel 2010, trenta ufficiali delle FARDC ricevettero borse di studio per studiare nelle accademie militari russe. Ciò fa parte di un maggiore sforzo della Russia per aiutare a migliorare le FARDC. Un nuovo addetto militare e altri consiglieri russi visitarono la RDC.
Il 22 novembre 2012, Gabriel Amisi Kumba venne sospeso dal suo incarico nelle Forze Terrestri dal presidente Joseph Kabila a causa di un'inchiesta sul suo presunto ruolo nella vendita di armi a vari gruppi ribelli nella parte orientale del paese, che potrebbe aver implicato il gruppo ribelle M23. Nel dicembre 2012 venne riferito che i membri delle unità dell'esercito nel nord-est del paese spesso non vengono pagati a causa della corruzione, e queste unità raramente contrattaccavano i villaggi dell'Esercito di resistenza del Signore.
Le FARDC dispiegarono 850 soldati e 150 agenti di polizia della PNC come parte di una forza internazionale nella Repubblica Centrafricana, che confina con la RDC a nord. Il paese era in uno stato di guerra civile dal 2012, quando il presidente venne estromesso dai gruppi ribelli. La RDC venne esortata dal presidente francese François Hollande a mantenere le sue truppe nella RCA.
Nel luglio 2014, l'esercito congolese effettuò un'operazione congiunta con le truppe delle Nazioni Unite nei territori di Masisi e Walikale della provincia del Nord Kivu. Nel processo, liberarono oltre 20 villaggi e una miniera dal controllo di due gruppi ribelli, il Mai Mai Cheka e l'Alleanza per il Congo Sovrano e Patriottico.
Le Nazioni Unite pubblicarono un rapporto nell'ottobre 2017 annunciando che le FARDC non impiegavano più bambini soldato ma erano ancora elencate tra gli eserciti che hanno commesso violazioni sessuali contro i bambini.
Le truppe che operano con la MONUSCO nel Nord Kivu vennero attaccate da probabili ribelli delle Forze Democratiche Alleate l'8 dicembre 2017. Dopo un lungo scontro a fuoco le truppe subirono 5 morti e 14 morti tra le forze dell'ONU.

## Organizzazione

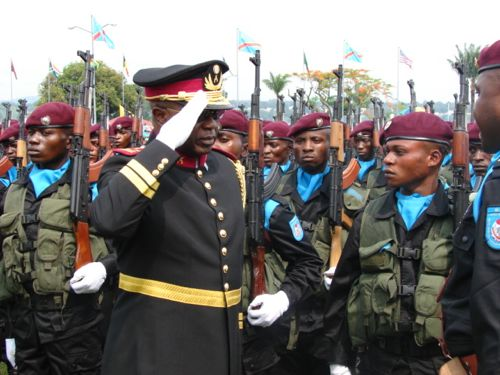
Il gén. Kisempia Sungilanga, ex capo di stato maggiore delle FARDC, nel dicembre 2006.

Il presidente Félix Tshisekedi is the Commander-in-Chief of the Armed Forces. è il comandante in capo delle forze armate. Il Ministro della Difesa, precedentemente Ministro della Difesa e dei Veterani (Combattenti Anziani) è Crispin Atama Tabe, succeduto all'ex ministro Aimé Ngoy Mukena.
Il campo militare colonnello Tshatshi nel sobborgo di Kinshasa Ngaliema ospita il dipartimento della difesa e il quartier generale del comando centrale dei capi di stato maggiore delle FARDC. I dati di Jane's del 2002 sembrano imprecisi; c'è almeno un impianto di munizioni nel Katanga.
Al di sotto del Capo di stato maggiore, l'attuale organizzazione delle FARDC non è del tutto chiara. È noto che esiste un'arma dell'intelligence militare - il Service du Renseignement militaire (SRM), l'ex DEMIAP. Le FARDC sono note per essere suddivise nelle Forze Terrestri (Forces Terrestres), nella Marina e nell'Aeronautica. Le Forze Terrestri sono distribuite in una decina di regioni militari, in aumento rispetto alle precedenti otto, che seguono le dieci province del Paese. C'è anche un comando di addestramento, il Groupement des Écoles Supérieurs Militaires (GESM) o Gruppo delle Scuole Militari Superiori, che, nel gennaio 2010, era sotto il comando del maggiore generale Marcellin Lukama. La Marina e l'Aeronautica sono composte da vari groupments (vedi sotto). C'è anche una base logistica centrale.
Dovrebbe essere chiaro anche che Joseph Kabila non si fida dei militari; la Guardia Repubblicana è l'unico componente di cui si fida. Il maggiore generale John Numbi, ex capo dell'aeronautica militare, ora ispettore generale della polizia, gestiva una catena di comando parallela nell'est per dirigere l'offensiva del Congo orientale del 2009, l'operazione Umoja Wetu; la normale catena di comando venne aggirata. In precedenza Numbi aveva negoziato l'accordo per realizzare il processo di mixage con Laurent Nkunda. Commentando una proposta di sfiducia al ministro della Difesa nel settembre 2012, Baoudin Amba Wetshi di lecongolais.cd descrisse Ntolo come un "capro espiatorio". Wetshi affermò che tutte le principali questioni militari e di sicurezza erano gestite in totale segretezza dal presidente e da altre personalità civili e militari di sua fiducia, come John Numbi, Gabriel Amisi Kumba ("Tango Four"), Delphin Kahimbi e altri come Kalev Mutond e Pierre Lumbi Okongo.

### Armi e Servizi inter-forze
- Comunicazioni
- Genio
- Servizio medico
- Educazione fisica e Sport
- Cappellania militare
- Giustizia militare
- Amministrazione
- Logistica
- Intelligence e Sicurezza
- Banda militare
- Servizio veterinario ed agriculturale
- Polizia militare
- Educazione civica, patriottica ed azioni sociali
- Comunicazione ed informazione

#### Segretariato Generale per la Difesa e gli Affari dei Veterani
Il Segretariato Generale per la Difesa: è presieduto da un Ufficiale Generale (Segretario Generale per la Difesa). Sovrintende ai seguenti reparti:
- Dipartimento Risorse Umane
- Direzione Studi, Pianificazione e Cooperazione Militare
- Dipartimento Budget e Finanza
- Direzione dell'Amministrazione Penitenziaria
- Direzione dei Servizi Generali
- Dipartimento IT

#### Giustizia militare
La giustizia militare è un'istituzione giudiziaria indipendente, responsabile del rispetto della legge e del rafforzamento dell'ordine e della disciplina all'interno delle forze armate.

#### Ispettorato Generale
L'Ispettorato Generale comprende le seguenti persone:
- Ispettore Generale
- Due Assistenti dell'Ispettore Generale
- Collegio degli ispettori
- Collegio dei Consiglieri
- Segretariato Amministrativo
- Unità amministrativa, logistica e servizi

### Capo di stato maggiore delle forze armate
Le informazioni disponibili sui capi di stato maggiore delle forze armate sono incomplete e talvolta contraddittorie. Oltre ai capi di stato maggiore delle forze armate, nel 1966 il tenente colonnello Ferdinand Malila è stato indicato come capo di stato maggiore dell'esercito.

### Struttura di comando nel gennaio 2005
Praticamente tutti gli ufficiali hanno ora cambiato posizione, ma questo elenco fornisce uno schema della struttura nel gennaio 2005. Nonostante la prevista suddivisione del Paese in più numerose province, l'effettiva suddivisione delle ex province non è avvenuta.
- Capo di stato maggiore delle FARDC: maggiore generale Sungilanga Kisempia (PPRD)
- Capo di stato maggiore delle forze terrestri delle FARDC: generale Sylvain Buki (RCD-G).[103] Il maggiore generale Gabriel Amisi Kumba sembra essere stato nominato alla carica nell'agosto 2006 e ha mantenuto questa posizione durante il rimpasto del personale del 12 giugno 2007. Nel novembre 2012 gli è succeduto François Olenga.[104]
- Capo di stato maggiore della marina delle FARDC: maggior generale Dieudonne Amuli Bahigwa (MLC) (Comandante dell'operazione Kimia II nel 2009)[105]
- Capo di stato maggiore dell'aeronautica delle FARDC: generale di brigata Jean Bitanihirwa Kamara (MLC). Addestramento militare all'Ecole de formation d'officiers (EFO), Kananga, e altri corsi durante le FAZ. Comandante di brigata nel MLC, poi nominato nell'agosto 2003 "chef d'etat-major en second" dell'aeronautica delle FARDC.[106]
- 1ª Regione Militare/Bandundu: generale di brigata Mustafa Mukiza (MLC)[107]
- 2ª Regione Militare/Bas-Congo: sconosciuto. Generale Jean Mankoma nel 2009.
- 3ª Regione Militare/Equateur: generale di brigata Mulubi Bin Muhemedi (PPRD)
- 4ª Regione Militare/Kasai-Occidental: generale di brigata Sindani Kasereka (RCD-K/ML)
- 5ª Regione Militare/Kasai-Oriental: generale Rwabisira Obeid (RCD)
- 6ª Regione Militare/Katanga: generale di brigata Nzambe Alengbia (MLC) – La 62ª, la 63ª e la 67ª Brigata nel Katanga hanno commesso numerosi atti di violenza sessuale contro le donne.[108]
- 7ª Regione Militare/Maniema: generale di brigata Widi Mbulu Divioka (RCD-N)
- 8ª Regione Militare/Nord Kivu: generale Gabriel Amisi Kumba (RCD). Il generale Amisi, alias "Tango Fort" ora sembra essere il capo di stato maggiore delle forze terrestri. Il gen. brg. Vainqueur Mayala è stato comandante dell'8ª RM nel settembre 2008[109]
- 9ª Regione Militare/Provincia Orientale: maggior generale Bulenda Padiri (Mai–Mai)
- 10ª Regione Militare/Sud Kivu: maggiore Mbuja Mabe (PPRD). Generale Pacifique Masunzu, nel 2010. La regione includeva la 112ª Brigata sugli altipiani di Minembwe. Questo raggruppamento era "una brigata quasi esclusivamente Banyamulenge sotto il comando diretto della 10ª Regione Militare, [che] considerava il generale Masunzu come suo capo".[110]

### Aggiornamenti alla struttura di comando nel settembre 2014
Nel settembre 2014, il presidente Kabila rimpastò la struttura di comando e oltre alle regioni militari creò tre nuove "zone di difesa" che sarebbero state subordinate direttamente allo stato maggiore. Le zone di difesa creavano essenzialmente un nuovo strato tra lo stato maggiore e i comandanti provinciali. Le stesse regioni militari vennero riorganizzate e non corrispondono a quelle che esistevano prima del rimpasto. Vennero anche nominati nuovi comandanti delle armi: Un analista militare congolese che vive a Bruxelles, Jean-Jacques Wondo, fornì uno schema della struttura di comando aggiornata delle FARDC a seguito della riorganizzazione dell'alto comando:
- Capo di stato maggiore: gen. d'armata Didier Etumba
- Vice capo di stato maggiore per le operazioni e l'intelligence: tn. gen. Bayiba Dieudonné Amuli
- Vice capo di stato maggiore per l'amministrazione e la logistica: mag. gen. Celestin Mbala Munsense
- Capo delle operazioni: mag. gen. Prosper Nabiola
- Capo dell'intelligence: gen. brg. Tage Tage
- Capo dell'amministrazione: Constantin Claude Ilunga Kabangu
- Capo della logistica: gen. brg. Lutuna Charles Shabani
- Capo di stato maggiore delle forze terrestri: gen. Dieudonné Banze
- Vice capo di stato maggiore delle forze terrestri per le operazioni e l'intelligence: mag. gen. Kiama Vainqueur Mayala
- Vice capo di stato maggiore delle forze terrestri per l'amministrazione e la logistica: mag. gen. Muyumb Obed Wibatira
- Capo di stato maggiore della marina: Vice amm. Rombault Mbuayama
- Vice capo di stato maggiore della marina per le operazioni e l'intelligence: Retroamm. Jean-Marie Valentin Linguma Mata Linguma (Vice amm. dal 2018)[117]
- Vice capo di stato maggiore della marina per l'amministrazione e la logistica: Retroamm. Bruno Mayanga Muena
- Capo di stato maggiore dell'aeronautica: gen. brg. Numbi Ngoie (mag. gen. dal 2018)[117]
- Vice capo di stato maggiore dell'aeronautica per le operazioni e l'intelligence: gen. brg. Maurice René Diasuka Diakiyana (mag. gen. dal 2018)[117]
- Vice capo di stato maggiore dell'aeronautica per l'amministrazione e la logistica: gen. brg. Jean-Paul Nganguele Mutali (mag. gen. dal 2018)[117]

Comandanti regionali:
- 1ª Zona di Difesa (Bas Congo, Bandundu, Equatuer, e Kinshasa): gen. brg. Gabriel Amisi Kumba
  - 11ª Regione Militare (Provincia di Bandundu): gen. brg. Dieudonné Kiamata Mutupeke
  - 12ª Regione Militare (Provincia del Bas-Congo): gen. brg. Jonas Padiri Muhizi (mag. gen. dal 2018)[117]
  - 13ª Regione Militare (Provincia dell'Equateur): gen. brg. Luboya Kashama Johnny (mag. gen. dal 2018)[117]
  - 14ª Regione Militare (Kinshasa): gen. brg. Camille Bombele Luwala
- 2ª Zona di Difesa (Kasai e Katanga): mag. gen. Jean Claude Kifwa
  - 21ª Regione Militare (Province del Kasai-Oriental e del Kasai-Occidental): gen. brg. Fall Jikabwe
  - 22ª Regione Militare (Provincia del Katanga): gen. brg Philémon Yav (mag. gen. dal 2018)[117]
- 3ª Zona di Difesa (Kivu, Maneima, e Katanga): mag. gen. Leon Mush ale Tsipamba
  - 31ª Regione Militare (Distretti del Bas-Uélé e di Tshopo): gen. brg. Bertin Baseka Kamangala
  - 32ª Regione Militare (Distretti dell'Haut-Uélé e dell'Ituri): gen. brg. Jean-Pierre Bongwangela
  - 33ª Regione Militare (Province di Maneima e del Sud Kivu): gen. brg. Gaetan Kakudji Bobo
  - 34ª Regione Militare (Provincia del Nord Kivu): mag. gen. Emmanuel Lombe

### Rimpasto nel 2018
I seguenti cambi vennero annunciati nel luglio 2018.
- Capo di stato maggiore: tn. gen. Celestin Mbala Munsense (gen. d'armata dal 2019)[118]
- Vice capo di stato maggiore per le operazioni e l'intelligence: tn. gen. Gabriel Amisi Kumba
- Vice capo di stato maggiore per l'amministrazione e la logistica: mag. gen. Jean-Pierre Bongwangela
- Capo delle operazioni: mag. gen. Daniel Kashale
- Capo dell'ntelligence: mag. gen. Delphin Kahimbi Kasabwe
- Capo dell'amministrazione: mag. gen. Jean-Luc Yav
- Capo della logistica: gen. brg. Kalala Kilumba

## Forze terrestri

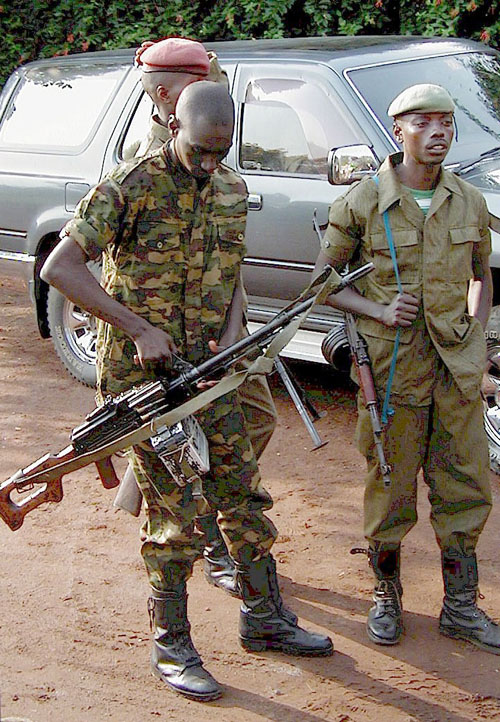
Un ribelle congolese fotografato vicino al confine ruandese nel 2001.

Nel 2008-09 circa, le forze terrestri erano costituite da circa 14 brigate integrate di combattenti da tutte le ex fazioni in guerra che attraversarono un processo di integrazione di brassage (cfr. vedi prossimo paragrafo) e un numero limitato di brigate non integrate che rimangono solo creazioni di singole fazioni (il Raggruppamento Congolese per la Democrazia (RCD) dell'Armée nationale congolaise, le ex Forze armate congolesi (FAC) del precedente governo, l'ex-RCD KML, l'ex Movimento di Liberazione del Congo, i gruppi armati del conflitto dell'Ituri (il Mouvement des Révolutionnaires Congolais (MRC), Forces de Résistance Patriotique d'Ituri (FRPI), il Front Nationaliste Intégrationniste (FNI)) e il Mai-Mai).
Sembra che circa lo stesso momento in cui il Decreto presidenziale 03/042 del 18 dicembre 2003 stabilì la Commissione nazionale per la smobilitazione ed il reinserimento (Conader), "[...] Tutti gli ex combattenti sono stati ufficialmente dichiarati come soldati FARDC e quindi le brigate FARDC [dovevano] restare a riposo fino all'ordine di partire per il brassage"[il processo di integrazione militare].

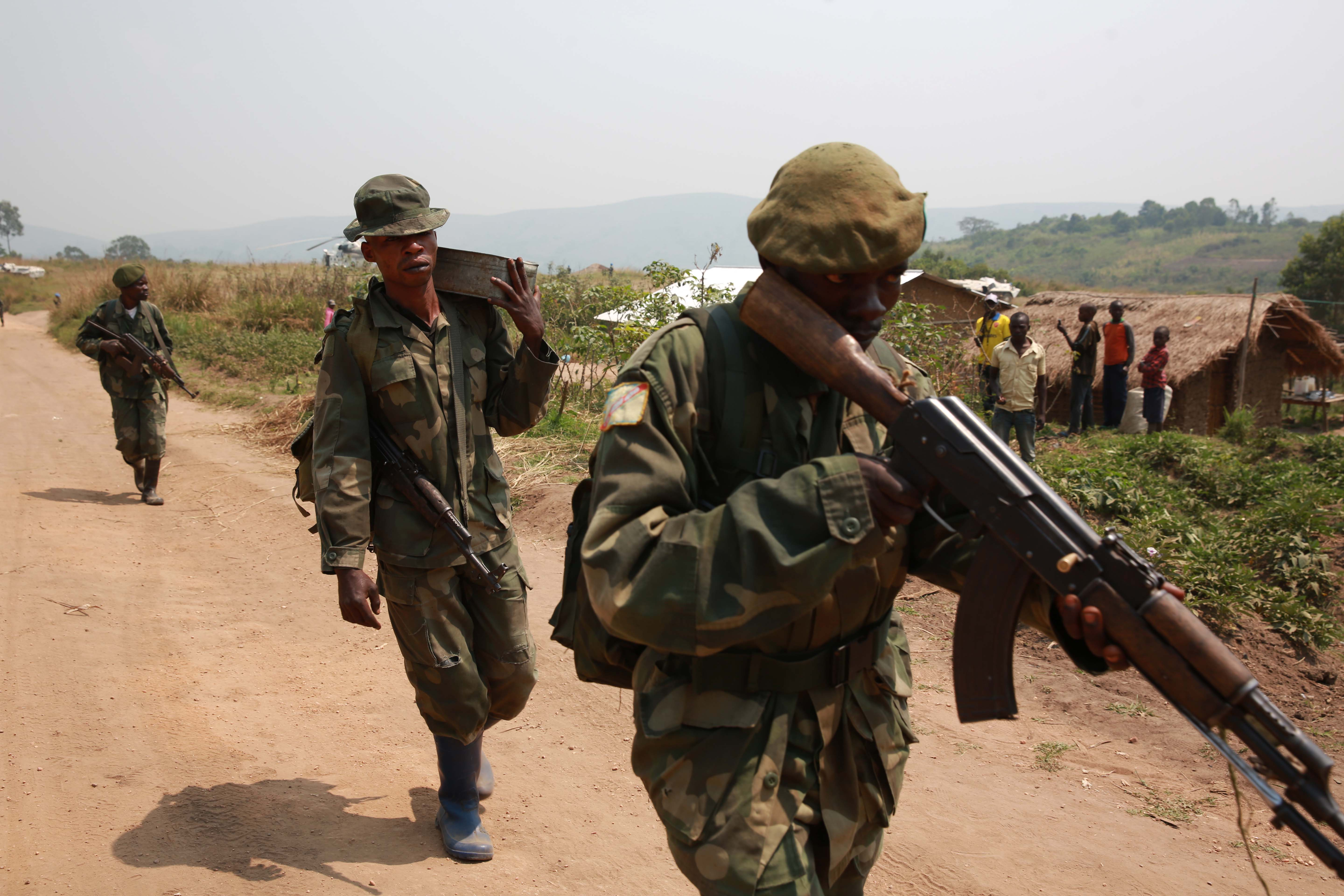
Soldati delle FARDC in pattuglia durante il conflitto dell'Ituri nel 2015

Il piano di riforma adottato nel 2005 prevedeva la formazione di diciotto brigate integrate attraverso il processo di integrazione militare come la sua prima delle tre fasi. Il processo consisteva in primo luogo nel raggruppamento, dove i combattenti venivano disarmati. Poi venivano inviati ai centri di orientamento, gestiti dal Conader, dove i combattenti prendevano la scelta di tornare alla società civile o rimanendo nelle forze armate. I combattenti che sceglievano la smobilitazione riicevevano un pagamento iniziale di denaro di US $ 110. Coloro che sceglievano di rimanere all'interno delle FARDC venivano quindi trasferiti in uno dei sei centri di integrazione per un corso d'addestramento di 45 giorni, che mirava a costruire formazioni integrate fuori dai combattenti fazionali precedentemente suddivisi diviso lungo le linee etniche, politiche e regionali. I centri erano distribuiti in tutto il paese a Kitona, Kamina, Kisangani, Rumangabo e Nyaleke (all'interno del Parco Nazionale dei Virunga) nel Nord-Kivu, e Luberizi (al confine con Burundi) nel Sud Kivu. Il processo ha subito gravi difficoltà a causa dei ritardi di costruzione, degli errori dell'amministrazione e della quantità di viaggi che gli ex combattenti devono fare, poiché i centri a tre fasi sono ampiamente separati. C'erano tre fasi di accumulo sequenziale nel piano del 2005. Seguendo le prime 18 brigate integrate, il secondo obiettivo era la formazione di una forza di reazione pronta da due a tre brigate, e infine, entro il 2010, quando si sperava che venisse ritirata la MONUC, la creazione di una forza di difesa principale di tre divisioni.

Nel febbraio 2008, il ministro della difesa Chikez Diemu descrisse il piano di riforma al momento:
"A breve termine, 2008-2010, vedrà l'impostazione al posto di una forza di reazione rapida; a medio termine, 2008-2015, con una forza di copertura; e infine a lungo termine, 2015-2020, con una forza di difesa principale. "Diemu ha aggiunto che il piano di riforma riposa su un programma di sinergia basato sui quattro pilastri di dissuasione, produzione, ricostruzione ed eccellenza". La forza di reazione rapida è prevista per concentrarsi sulla dissuasione, attraverso una forza di reazione rapida di 12 battaglioni, in grado di aiutare MONUC per garantire l'est del paese e realizzare missioni costituzionali."
Tra le altre difficoltà nella costruzione di nuove forze armate per la RDC, all'inizio del 2007, il processo di integrazione e formazione venne distorto dato che il governo RDC sotto Kabila tentò di usarlo per ottenere un maggiore controllo sul generale dissidente Laurent Nkunda. Un accordo verbale in fretta in fretta in Ruanda vide tre brigate del governo integrate con l'81ª e l'83ª Brigata dell'ex ANC di Nkunda in quello che si chiamava miscela. La miscela portò più fazioni in brigate composite, ma senza la riqualificazione di 45 giorni fornita dal brassage, e sembra che in realtà il processo fosse limitato allo scambio di battaglioni tra le Brigate delle FAC e quelle di Nkunda nel Nord Kivu, senza ulteriore integrazione. A causa della maggiore coesione delle truppe di Nkunda, Nkunda effettuò efficacemente il controllo di tutte e cinque le brigate, che non era l'intenzione del governo centrale della RDC. Tuttavia, dopo che Nkunda usò le brigate miste per combattere le FDLR, sorsero tensioni tra i soldati delle FARDC e i lealisti di Nkunda all'interno delle brigate ed esse crollarono negli ultimi giorni di agosto 2007. L'International Crisis Group affermò che "entro il 30 agosto [2007] le truppe di Nkunda avevano lasciato le brigate miste e controllavano gran parte dei territori di Masisi e Rutshuru "(del Nord Kivu).
Entrambe le brigate formalmente integrate e le unità non integrate continuano a condurre arresti arbitrari, stupri, rapine e altri crimini E queste violazioni dei diritti umani sono "regolarmente" commessi sia dagli ufficiali che dai sottufficiali. I membri dell'esercito spesso richiedono offerte per accedere alle risorse con le milizie che sono destinate a combattere.

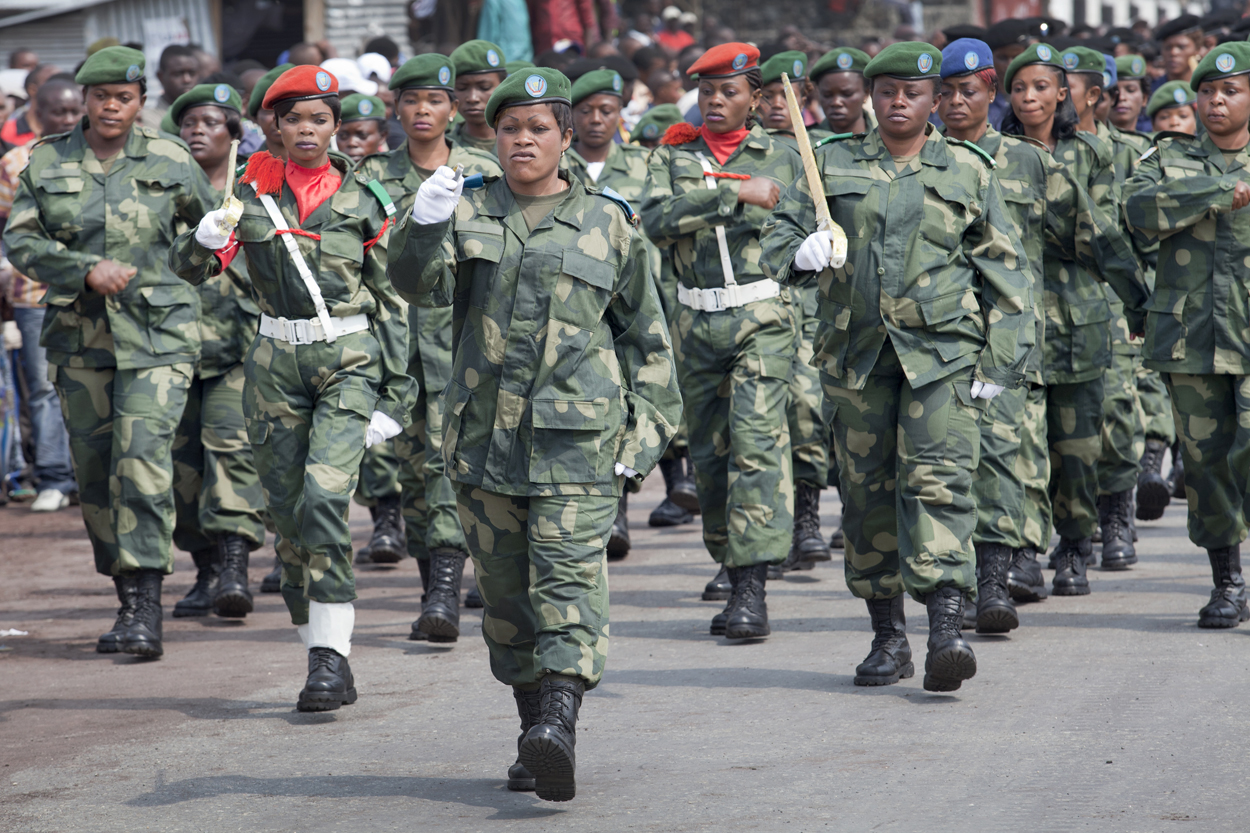
Soldatesse delle FARDC in parata nel 2012

Le varie brigate ed altre formazioni ed unità annumerano almeno 100.000 soldati. Lo stato di queste brigate è stato descritto come "piuttosto caotico". Un disarmo del 2007 e uno studio di rimpatrio dissero che "le unità dell'esercito che non hanno ancora attraversato il processo di brassage sono di solito molto più piccole di quello che dovrebbero essere, alcune brigate non integrate hanno solo 500 uomini (e non sono quindi nient'altro che un piccolo battaglione) considerando che alcuni battaglioni potrebbero nemmeno avere la dimensione di una compagnia normale (oltre 100 uomini)."
Un certo numero di paesi donatori esterni stanno anche eseguendo programmi d'addestramento separati per varie parti delle Forces Du Terrestres (forze terrestri). La Repubblica popolare cinese ha addestrato truppe congolesi a Kamina nel Katanga almeno dal 2004 al 2009, e il governo belga sta addestrando almeno un battaglione di "reazione rapida". Quando Kabila visitò il presidente degli Stati Uniti George W. Bush a Washington DC, chiese anche al governo degli Stati Uniti di addestrare un battaglione, e di conseguenza, un appaltatore privato, Protection Strategies Incorporated, iniziò ad addestrare un battaglione delle FARDC a Camp Base, Kisangani, nel febbraio 2010. La compagnia venne supervisionata dallo United States Special Operations Command Africa. Tre anni dopo, il battaglione andò in rotta e scappò dal M23, che stuprò donne e giovani ragazze, realizzò saccheggi ed esecuzioni arbitrarie. I vari programmi d'addestramento internazionale non sono ben integrati.

### Equipaggiamento
Tentare di elencare l'equipaggiamento disponibile per le forze terrestri della DRC è difficile; La maggior parte delle cifre sono stime inaffidabili in base agli elementi noti consegnati in passato. Le cifre seguenti sono dell'IISS Military Balance 2014. Gran parte dell'equipaggiamento dell'esercito non è operativo a causa della manutenzione insufficiente, nel 2002 solo il 20 percento dei veicoli blindati dell'esercito venne stimato come riparabile.
- Carri armati da combattimento: 12–17 x Type 59 (scesi rispetto ai 30 elencati nel 2007), 32 x T-55, 100 x T-72. Trenta T-55 e 100 T-72 vennero elencati nel 2007, quindi piccole nuove informazioni hanno raggiunto l'IISS nell'intervento settennale.
- Carri armati leggeri: 10 PT-76; 30 Type 62 (manutenzione in dubbio). "40+" Type 62 vennero elencati dal Military Balance nel 2007.
- Veicoli da ricognizione: Fino a 17 Panhard AML-60, 14 autoblindo AML-90, 19 EE-9 Cascavel; 2 RAM-V-2.
- Veicoli da combattimento della fanteria: 20 BMP-1 (Numero riportato invariato dal 2007).
- Veicoli trasporto truppe: l'IISS riporta che i veicoli tracciati includono 3 BTR-50, 6 MT-LB, veicoli a ruote, tra cui 30-70 BTR-60; 58 Panhard M3 (manutenzione in dubbio), 7 TH 390 Fahd.
- Artiglieria: 16 semoventi 2S1 e 2S3; 119 cannoni da campagna trainati, inclusi 77 122 mm 2A18, 130 mm D-30/M-1938/Type-60; 57 MRL, inclusi 24 Type 81; 528+ mortai, da 81 mm, 82 mm, 107 mm, 120 mm.

Oltre a queste cifre del 2014, nel marzo 2010 venne riferito che le forze terrestri della RDC avevano ordinato $ 80 milioni di dollari di equipaggiamento militare dall'Ucraina che includeva 20 carri armati da combattimento T-72, 100 camion e varie piccole armi. I carri armati vennero utilizzati nel Kivu nel periodo 2005-09.
Nel febbraio 2014, l'Ucraina rivelò di aver raggiunto il primo ordine di esportazione per il carro armato T-64 alle forze terrestri della RDC per 50 T-64BV-1.
Nel giugno 2015 venne riferito che la Georgia aveva venduto 12 dei suoi Didgori-2 alla RDC per $ 4 milioni. I veicoli erano specificamente progettati per la ricognizione e le operazioni speciali. Due dei veicoli sono una conversione di recente sviluppo da servire per l'evacuazione del campo medico.
Le Nazioni Unite confermarono nel 2011, entrambe dalle fonti nelle forze armate congolesi e dai funzionari della Commission nationale de contrôle des armes légères et de petit caliber et de réduction de la violence armée, che l'impianto di munizioni denominato Afridex a Likasi, nella provincia del Katanga, produce munizioni per piccole armi ed armi leggere.

### Guardia repubblicana
Oltre alle altre forze terrestri, il presidente Joseph Kabila ha anche una forza presidenziale della Guardia repubblicana (Garde Républicaine o GR), precedentemente nota come Gruppo Speciale di Sicurezza Presidenziale (GSSP). Gli ufficiali delle FARDC affermano che la Garde Républicaine non è di responsabilità delle FARDC, ma del capo dello stato. Oltre all'articolo 140 della legge sull'esercito e sulla difesa, nessuna stipula legale sulle forze armate della RDC prevede la fornitura per la GR come unità distinta all'interno dell'esercito nazionale. Nel febbraio 2005 il presidente Joseph Kabila approvò un decreto che nominava il comandante della GR e "abrogava eventuali disposizioni precedenti contrarie" a tale decreto. La GR, forte di oltre 10.000 uomini (l'ICG dichiarò da 10.000 a 15.000 nel gennaio 2007), ha condizioni di lavoro migliori ed è pagata regolarmente, ma commette comunque stupri e rapine nelle vicinanze delle sue basi.
Nel tentativo di estendere il suo controllo personale in tutto il paese, Joseph Kabila ha schierato la GR negli aeroporti chiave, apparentemente in preparazione per un'insentata visita presidenziale. All'inizio del 2007 c'erano guardie dispiegate nella prigione centrale di Kinshasa, all'aeroporto N'djili, a Bukavu, Kisangani, Kindu, Lubumbashi, Matadi e Moanda, dove sembrano non rispondere a nessun comandante locale e hanno causato problemi con le truppe della MONUC lì.
Anche la GR dovrebbe essere sottoposta al processo di integrazione, ma nel gennaio 2007, solo un battaglione era stato annunciato come integrato. Formato in un centro di brassage nel sobborgo Kibomango di Kinshasa, il battaglione comprendeva 800 uomini, metà dell'ex GSSP e metà dell'MLC e dell'RCD Goma.
Fino a giugno 2016, la GR comprendeva tre brigate, la 10ª Brigata a Camp Tshatshi, l'11ª a Camp Kimbembe, entrambe a Kinshasa, e la 13ª Brigata a Camp Simi Simi a Kisangani. Venne riorganizzata sulla base di otto reggimenti combattenti, il 14º reggimento Sicurezza ed Onore, un reggimento di artiglieria e una brigata/reggimento di comando dell'epoca.

### Altre forze attive nel paese

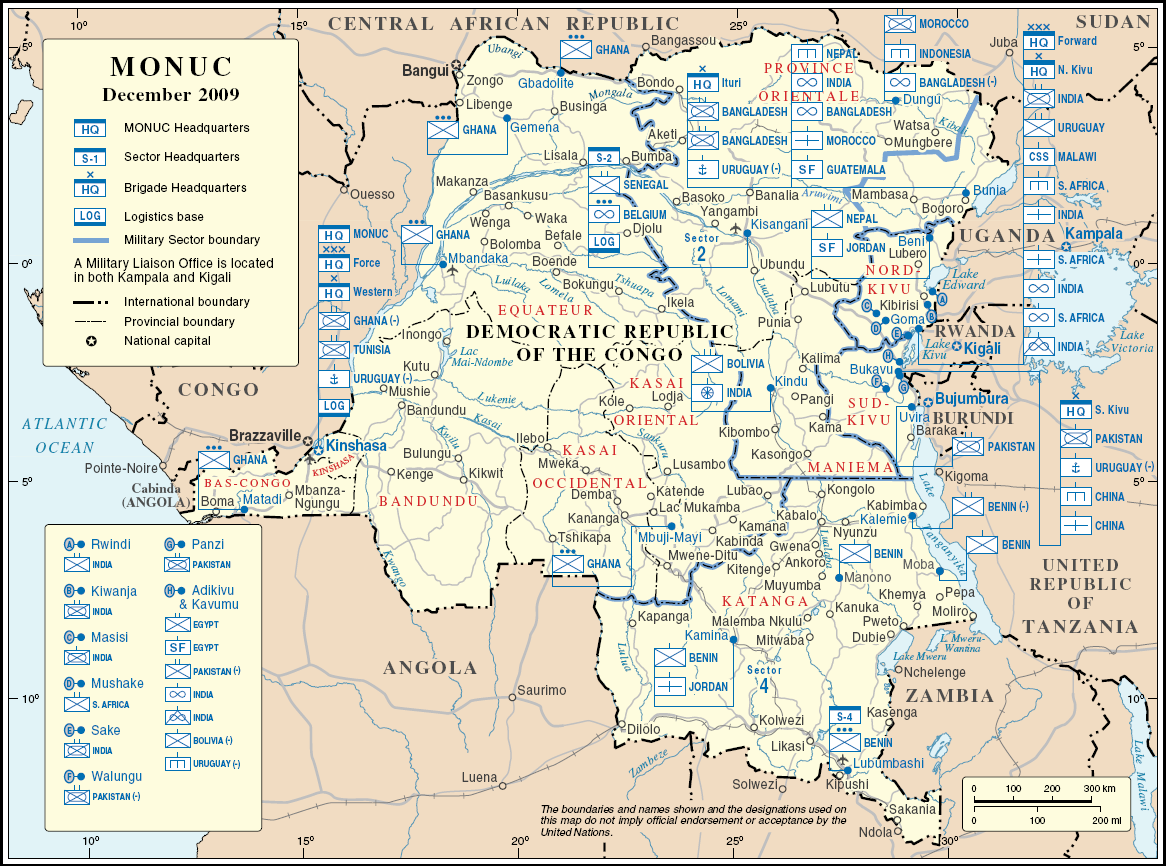
Posizioni delle unità MONUC fino al dicembre 2009

Ci sono attualmente un gran numero di truppe delle Nazioni Unite di stanza nella RDC. La Missione di stabilizzazione dell'Organizzazione delle Nazioni Unite nella Repubblica Democratica del Congo (MONUSCO) il 31 marzo 2017 aveva una forza di oltre 18.316 peacekeeper (di cui 16.215 militari) e aveva il compito di assistere le autorità congolesi per mantenere la sicurezza. Le missioni di aiuto militare ONU e straniere, la più importante delle quali è l'EUSEC RD Congo, stanno tentando di assistere i congolesi nella ricostruzione delle forze armate, con grandi sforzi per cercare di assicurare il regolare pagamento degli stipendi al personale delle forze armate e anche nella giustizia militare. Il tenente generale canadese in pensione Marc Caron è stato per un certo periodo anche consigliere per la riforma del settore della sicurezza del capo della MONUC.
Gruppi di ribelli del governo anti-ruandese come le FDLR e altri combattenti stranieri rimangono all'interno della RDC. Le FDLR, che sono la più grande preoccupazione, erano forti di circa 6.000 uomini nel luglio 2007. Alla fine del 2010 la forza delle FDLR tuttavia è stata stimata a 2.500 uomini. Gli altri gruppi sono più piccoli: l'Esercito di resistenza del Signore ugandese, il gruppo ribelle ugandese delle Forze democratiche alleate nella remota area del Monte Ruwenzori e il Parti pour la Libération du Peuple Hutu-Forces Nationales de Liberation (PALIPEHUTU-FNL) burundese.
Infine c'è una forza paramilitare governativa, creata nel 1997 sotto il presidente Laurent Kabila. Il Servizio Nazionale ha il compito di fornire cibo all'esercito e di addestrare i giovani in una serie di attività di ricostruzione e sviluppo. Non ci sono molte altre informazioni disponibili e nessuna fonte accessibile da Internet dettaglia il rapporto del Servizio Nazionale con altri organi delle forze armate; non è elencato nella costituzione. Il presidente Kabila, in uno dei pochi commenti disponibili, afferma che il Servizio Nazionale fornirà un'attività redditizia per i bambini di strada. Il servizio civile obbligatorio amministrato attraverso le forze armate venne proposto anche sotto il regime di Mobutu durante il programma di "radicalizzazione" del dicembre 1974 – gennaio 1975; le FAZ si opposero al provvedimento e il piano "necessitò di diversi mesi per morire."

## Aeronautica

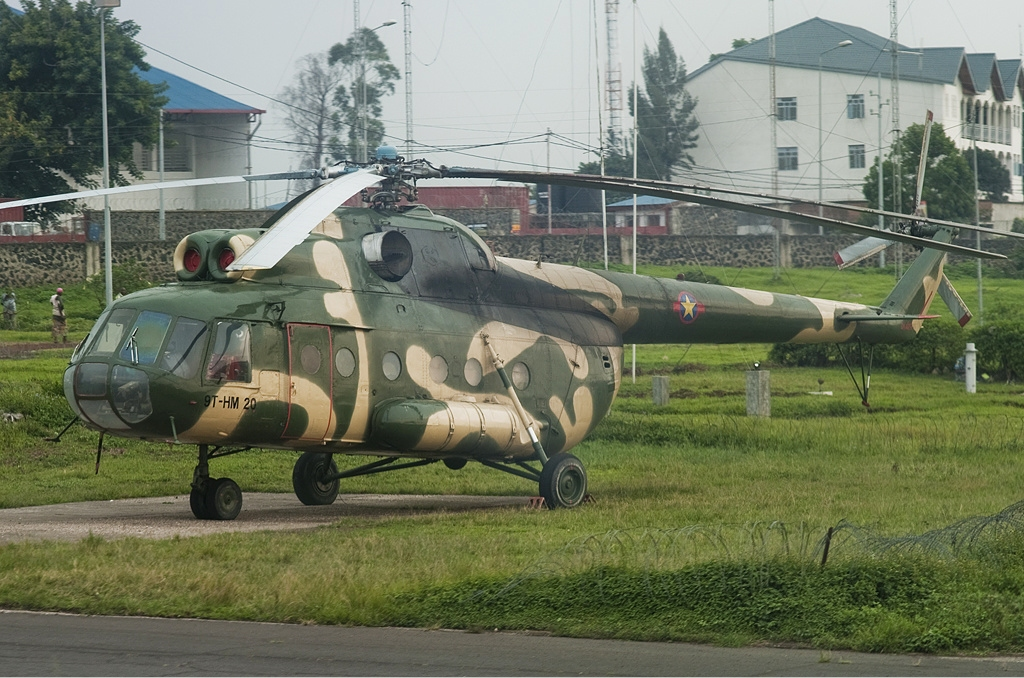
Un elicottero Mil Mi-8 dell'aeronautica delle FARDC nel 2011

Tutti gli aerei militari nella Repubblica Democratica del Congo sono gestiti dall'aeronautica. Jane's World Air Forces afferma che l'aeronautica ha una forza stimata di 1.800 persone ed è organizzata in due gruppi aerei. Questi gruppi comandano cinque stormi e nove squadroni, di cui non tutti sono operativi. Il 1º Gruppo Aereo si trova a Kinshasa ed è composto da uno stormo di collegamento, uno stormo d'addestramento ed uno stormo logistico e ha una forza di cinque squadroni. Il 2º Gruppo Aereo Tattico si trova a Kaminia ed è composto dallo Stormo Inseguimento ed Attacco e dallo Stormo Trasporto Tattico e ha una forza di quattro squadroni. Secondo quanto riferito, compagnie militari private straniere sono state incaricate di fornire la capacità di ricognizione aerea della RDC utilizzando piccoli velivoli ad elica dotati di apparecchiature sofisticate. Jane's afferma che gli aerei da combattimento dell'Aeronautica Nazionale dell'Angola sarebbero stati messi a disposizione per difendere Kinshasa se fosse stata attaccata.
Come gli altri servizi, l'aeronautica congolese non è in grado di svolgere le proprie responsabilità. Pochi velivoli dell'aeronautica sono attualmente volabili o in grado di essere rimessi in servizio e non è chiaro se l'aeronautica sia in grado di mantenere anche velivoli non sofisticati. Inoltre, Jane's afferma che l'Ecole de Pilotage dell'aeronautica militare è "quasi allo sbando" sebbene il Belgio si sia offerto di riavviare il programma di addestramento dei piloti dell'aeronautica.
Nel 2018 l'IISS ha stimato che l'Air Force contasse 2250 unità (p457); l'edizione 2020 ha portato lo stesso numero, invariato.

## Marina

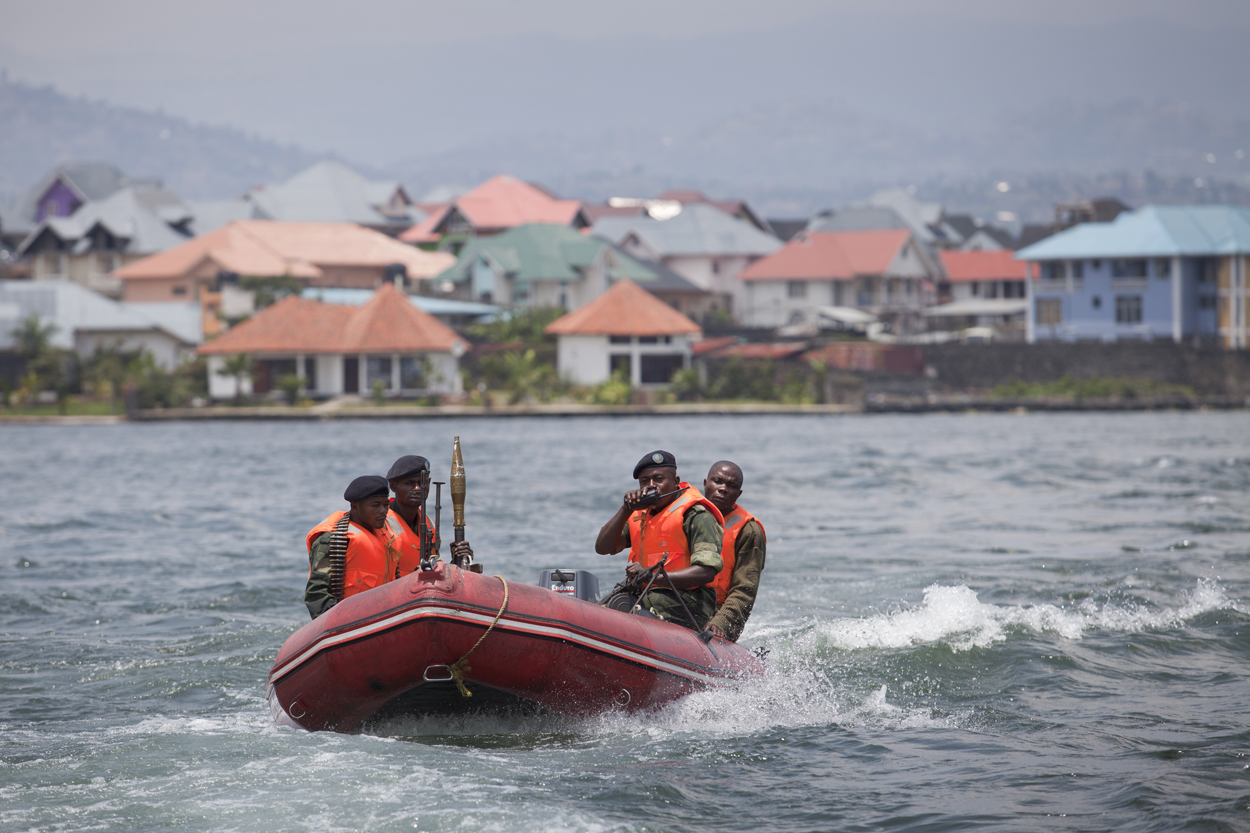
Pattuglia dell'esercito sul Lago Kivu nel 2012

Prima della caduta di Mobutu, una piccola marina operava sul fiume Congo. Una delle sue installazioni era nel villaggio di N'dangi vicino alla residenza presidenziale a Gbadolite. Il porto di N'dangi era la base per diverse motovedette, elicotteri e lo yacht presidenziale. L'edizione 2002 di Jane's Sentinel descrisse la Marina come "in uno stato di quasi totale disordine" e affermò che non conduceva alcun addestramento o non aveva procedure operative. La Marina condivide gli stessi problemi di disciplina degli altri servizi. Inizialmente venne posta sotto il comando del MLC quando iniziò la transizione, quindi la situazione attuale è incerta.
L'edizione 2007 del Jane's Fighting Ships afferma che la Marina è organizzata in quattro comandi, con sede a Matadi, vicino alla costa; la capitale Kinshasa, più a monte del fiume Congo; Kalemie, sul lago Tanganica; e Goma, sul lago Kivu. L'International Institute for Strategic Studies, nella sua edizione del 2007 del Military Balance, conferma le basi elencate in Jane's e aggiunge una quinta base a Boma, una città costiera vicino a Matadi. Varie fonti si riferiscono anche a Regioni Navali numerate. Le operazioni della 1ª Regione Navale sono state segnalate a Kalemie, la 4ª vicino alla città settentrionale di Mbandaka, e la 5ª a Goma.
L'IISS elenca la Marina con 1.000 persone e un totale di otto pattugliatori, di cui solo uno è operativo, una cannoniera classe Shanghai II Type 062 designata "102". Ci sono altri cinque 062 e due Swiftship che non sono attualmente operative, anche se alcune potrebbero essere ripristinate in servizio in futuro. Secondo Jane, la Marina gestisce anche chiatte e piccole imbarcazioni armate di mitragliatrici.
A partire dal 2012, la Marina sulla carta consisteva di circa 6.700 soldati e fino a 23 mezzi di pattuglia. In realtà c'erano probabilmente circa 1.000 membri del servizio, e solo 8 delle barche erano lunghe 50 piedi o più, l'unica nave operativa era una cannoniera classe Shanghai II Type 062. Il servizio mantiene basi a Kinshasa, Boma, Matadi, Boma e sul lago Tanganica. L'IISS ha ripetuto la stessa cifra di 6.700 uomini nel 2018 (p457) e l'edizione 2020 ha riportato lo stesso numero, invariato.

### Ulteriori letture
- Baaz, Maria E. and Stern, Maria (2013),  "Fearless Fighters and Submissive Wives: Negotiating Identity among Women Soldiers in the Congo (DRC)"., Armed Forces & Society, 39, no. 4.
- Charlier, Thierry, "Défilé militaire à Kinshasa", in Raids magazine, no. 294, November 2010, pp. 46–47 (ISSN 0769-4814 (WC · ACNP))
- Emizet, K. M. F., "Explaining the rise and fall of military regimes: civil-military relations in the Congo," Armed Forces and Society, Winter 2000
- Human Rights Watch,  'Soldiers who rape, commanders who condone: Sexual violence and military reform in the Democratic Republic of the Congo,'. 16 July 2009
- Lefever, Ernest W. Spear and Scepter: Army, Police, and Politics in Tropical Africa, Brookings Institution, Washington, D.C.
- Lemarchand, René,The Dynamics of Violence in Central Africa, University of Pennsylvania Press, 2009, pp. 226–228. Concisa descrizione generale delle FAZ negli anni '90.
- Lemarchand, René, "Forecasting the Future of the Military in Former Belgian Africa," in Catherine M. Kelleher, ed., Political Military Systems: A Comparative Analysis (Sage Publications, Inc., Beverly Hills, California: 1974), pp. 87–104
- Malan, Mark, 'U.S. Civil-Military Imbalance for Global Engagement,' Refugees International, 2008
- McDonald, Gordon C. et al., Area Handbook for the Democratic Republic of the Congo (Congo Kinshasa), Washington. Supt. of Docs., U.S. Government Print. Off. 1971. DA Pam 550–67.
- Meitho, Kisukula Abeli, 'La desintegration de l'armée congolaise de Mobutu a Kabila', L'Harmattan, Paris/Montreal, 2001, ISBN 2-7384-8693-2
- Meitho, Kisukula Abeli "Les armées du Congo-Zaire, un frein au developpement"
- Mockler, Anthony, The New Mercenaries, Corgi Books, 1985, ISBN 0-552-12558-X – copre le unità mercenarie che facevano parte dell'Armée Nationale Congolaise negli anni '60
- Alain Rouvez, Michael Coco e Jean-Paul Paddack, Disconsolate Empires: French, British and Belgian Military Involvement in Post-colonial Sub-Saharan Africa, Lanham, Maryland, University Press of America, 1994,  pp. 310–313, OCLC 624665994.
- Spittaels, Steven and Hilgert, Filip,  Mapping Conflict Motives in the Eastern DRC. URL consultato il 16 agosto 2021 (archiviato dall'url originale il 24 agosto 2009)., IPIS, Anversa, 4 marzo 2008
- Tshiyembe, Mwayila, 'Le défi de l'armée républicaine en République Démocratique du Congo,' Editions L'Harmattan, 2005
- Turner, John W. A Continent Ablaze: The Insurgency Wars in Africa 1960 to the Present, Arms and Armour Press, London, 1998, ISBN 1-85409-128-X, ulteriori dettagli sulle operazioni delle FAZ negli anni '80 e negli anni successivi possono essere trovati nelle pagine 221-225